# دین الهی
توحید الهی یا دین الهی نام آیینی بود که اکبر کبیر، پادشاه گورکانیان در هندوستان، با توجه به علاقه‌اش به ادیان و عقاید به‌صورت دینی تلفیقی و جدید در حدود ۱۵۶۰ میلادی ابداع کرد. این آیین آمیزه‌ای از ادیان اسلام، هندوئیسم، مسیحیت، جینیسم و مزدیسنا به‌شمار می‌رفت.
دوران فرمانروایی اکبرشاه و جانشینانش، تنها حکومت اسلامی ثبت شده در تاریخ است که بدون فشار خارجی اتباع غیرمسلمان حقوقی برابر با مسلمانان داشتند. اکبرشاه پس از تعاملات، مباحثات و مجادله‌های بسیاری که با علمای ادیان مختلف در «عبادت‌خانه» انجام داد، برای اتحاد مذهبی مردم هندوستان و شاید ارتقای جایگاه مذهبی خود، این آیین نوین را بنیان گذاشت.
اکبرشاه در راستای مفاهیم «صلح کل» و «عبادت‌خانه» که پیش‌تر مطرح کرده بود و با توجه به گذشت هزار سال از بعثت محمد، خود را مصلح دین اسلام و «هزاره» معرفی کرد و «توحید الهی» را مذهب خود دانست. توحید الهی احتمالاً در اثر اشتباه مترجمان انگلیسی‌زبان در دوره‌های بعدی، با نام «دین الهی» شناخته شد. اکبرشاه پس از ارائهٔ دین الهی، گاه‌شمار رسمی امپراتوری را نیز به «تقویم الهی» تغییر داد که همانند تقویم خورشیدی است که مبدأ آن از آغاز دین الهی است. نشر این آیین توسط اکبرشاه مخالفت‌های بسیاری در میان علمای مسلمان اهل سنت به‌وجود آورد و عده‌ای از روحانیان او را به کفر و بدعت متهم کردند.
احکام و عقاید دین الهی متأثر از ادیان پیشین بود و با تکیه بر این مسئله بود که چرا باید حقیقت را محدود به یک مذهب دانست، در حالی که حقیقتِ پشت تمامی ادیان واحد و یگانه است. دین الهی سیستمی اخلاقی است که نفس‌پرستی، شهوت، اختلاس، نیرنگ، افترا، ستم، ارعاب و غرور را نهی می‌کرد، کشتن و خوردن حیوانات را عملی قبیح می‌شمرد و آزادگی، بردباری، پرهیز و اجتناب از دلبستگی شدید به مادیات، تقوا، ایثار، دوراندیشی، نجابت و ملاطفت را از اصول کار خود قرار داده بود. این آیین نوزده عضو داشت که یکیشان پیشتر هندو بود. دین الهی پس از مرگ اکبرشاه هیچ پیروِ دیگری نیافت ولی تأثیرات عمیقی بر جامعهٔ هند بر جای گذاشت.

## پیش‌زمینه

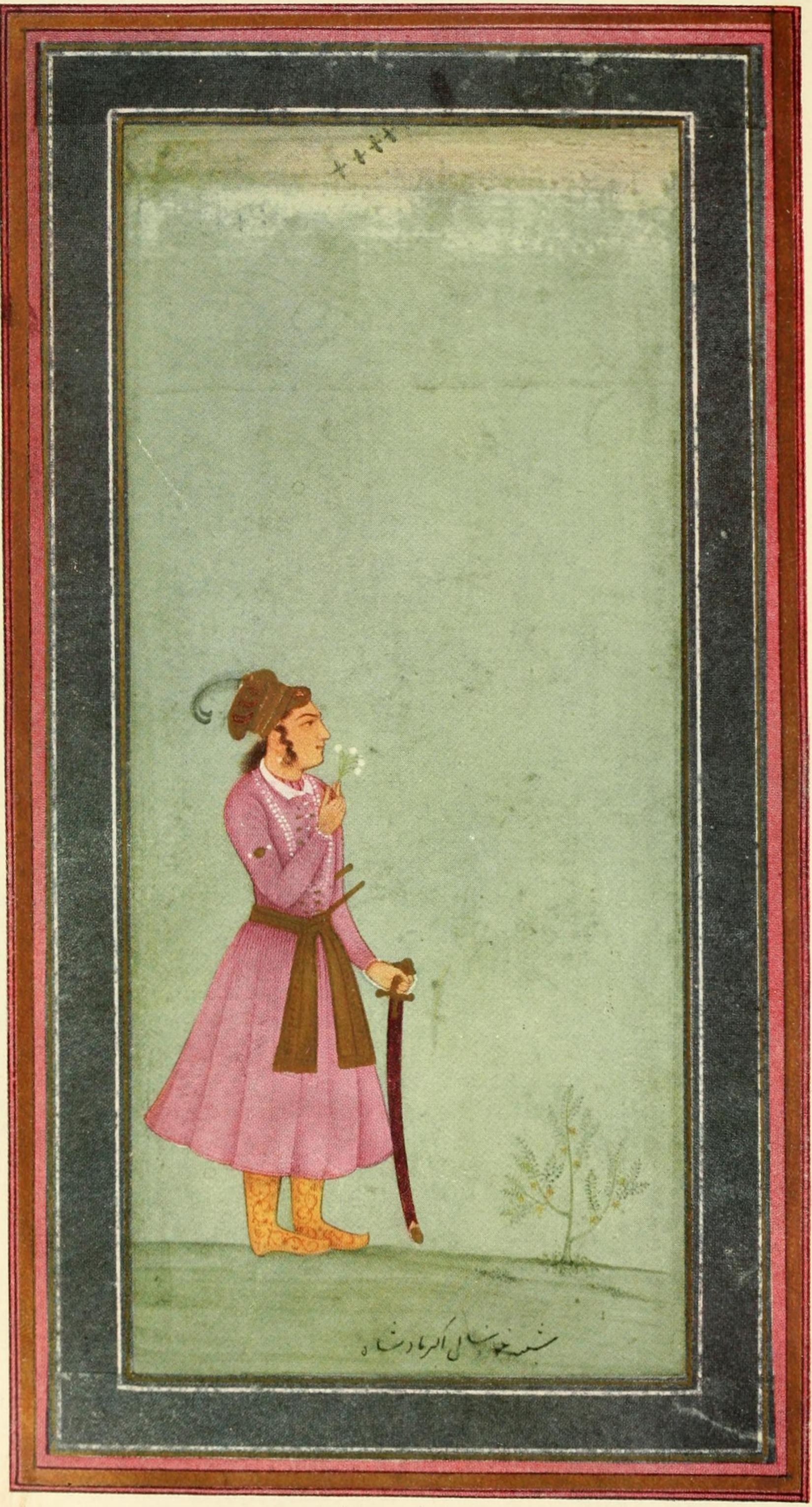
اکبر در سنین نوجوانی به حکومت دست یافت و با کمک بیرم خان سلطنت خود را تثبیت کرد. نگاره بالا شبیه خردسالی اکبر پادشاه است که سال ۱۵۵۷ میلادی را نشان می‌دهد.

اکبر از نسل چنگیزخان و تیمور گورکانی بود و سیاست تساهل دینی اسلافش بر او تأثیرگذار بوده‌است. بابُر، مؤسس پادشاهی مسلمان گورکانیان در هند که پدربزرگ اکبر بود، در وصیت‌نامه‌اش اخلاف خود را به اجتناب از «تعصب دینی» فراخواند و به رفتار بر مبنای عدالت و بر اساس آیین هر دین، با پیروان ادیان توصیه کرد و فرزندانش را به تبلیغ اسلام با حجت، به جای شمشیر فراخواند. او همچنین اختلاف تسنن و تشیع را سبب ضعف اسلام و آسیب‌پذیری آن می‌دانست.
اکبر نخستین شاهزادهٔ خاندان گورکانیان مغول بود که در هندوستان به دنیا آمده و مادر او «حمیده بانو» و پدرش «همایون شاه» هر دو دارای هویتی خارجی بودند. اعضای خانوادهٔ اکبر دارای مذهب تسنن حنفی بودند ولی پدر او، همایون شاه، که به همراه اعضای خانواده به دربار شاه طهماسب صفوی پناه برده‌بود، با امضای تعهدنامه‌ای قول داد که در طول مدت اقامتشان در ایران طبق تعالیم شیعه رفتار کند. در این دوره اکبر با مذهب تشیع آشنایی یافت و آثار این آشنایی در نام‌گذاری فرزندانش، حسن و حسین، نمایان است.
اکبرشاه به کمک طهماسب یکم، پادشاه صفویان ایران، در سنین کودکی به حکومت گورکانیان دست یافت. او به دستور پدر، در سال ۹۶۳ هجری قمری به همراه بیرم خان راهی نبرد با اسکندرخان افغان شد و در میانهٔ راه خبر مرگ پدر را شنید. بیرم خان موافقت امرای لشکر را کسب کرد و او را رسماً در ۲۷ ربیع‌الاول ۹۶۳ هجری بر تخت سلطنت نشاند. بیرم خان پس از آن سپهسالار و پیشکار کل هند گردید و موانع بسیاری که بر سر حکومت اکبرشاه وجود داشت را برطرف کرد و نهایتاً در ۹۶۸ هجری به قتل رسید. پس از مرگ بیرم خان، اکبرشاه سر رشته امور را به دست گرفت و خط مشی سیاست‌های بیرم خان را ادامه داد.
اکبر پس از سنین بلوغ در هند بود و تحت تأثیر ادیان هندیان قرار گرفت. تأثیرات این دوره چنان است که نویسندگانی، همچون اسمیت، او را فردی «نیمه هندو» می‌دانند. همچنین معاشرت او با عارفان صوفیه در کابل و آشنایی او با مفهوم عرفان اسلامی «نیل به لقاءالله»، که پاکی قلب و روح را نسبت به اتکا و پیروی از دستورالعمل‌های خشک و ظاهرگرایانه دین دارای اولویت می‌داند، در شکل‌گیری دیدگاه‌های آزاداندیشانه اکبر نقش عمده‌ای داشتند.
پس از ورود مسلمانان به شبه‌قارهٔ هند، که پیش از این نیز ادیان بسیاری در آن می‌زیستند، همواره طریقهٔ مواجهه و تعامل حاکمان مسلمان با پیروان دیگر ادیان مسئله‌ای برای آنان بوده‌است. نخستین فرمانروایان مسلمان در صدد مقابله با این واقعیت‌های جامعهٔ هند و گسترش اسلام بودند، اما تدریجاً به این نتیجه رسیدند که برای حفظ حکومتشان در برخی مقاطع مجبور به تعامل مسالمت‌آمیز با پیروان سایر ادیان هستند و این احوال عرصه را برای ارائهٔ دیدگاه‌های اصلاح‌گرایانه در خصوص دین می‌گشود. از دیگر موارد الهام‌بخش برای اکبرشاه، که در شکل‌گیری دین الهی نقش داشتند، انحطاط و فساد علمای معاصر او، اعتقادات مذهبی متنوع پیرامونش و تسامح او، شک‌گرایی او نسبت به ادیان و همچنین مصاحبت با وزیرش، ابوالفضل علامی، بودند. اکبر بیش از نیم قرن به سلطنت در هندوستان پرداخت و تا حد زیادی به هدف خود، که ایجاد دولتی یک‌پارچه و متحد در هند بود، دست یافت.

## عبادت‌خانه و فلسفهٔ صلح کل

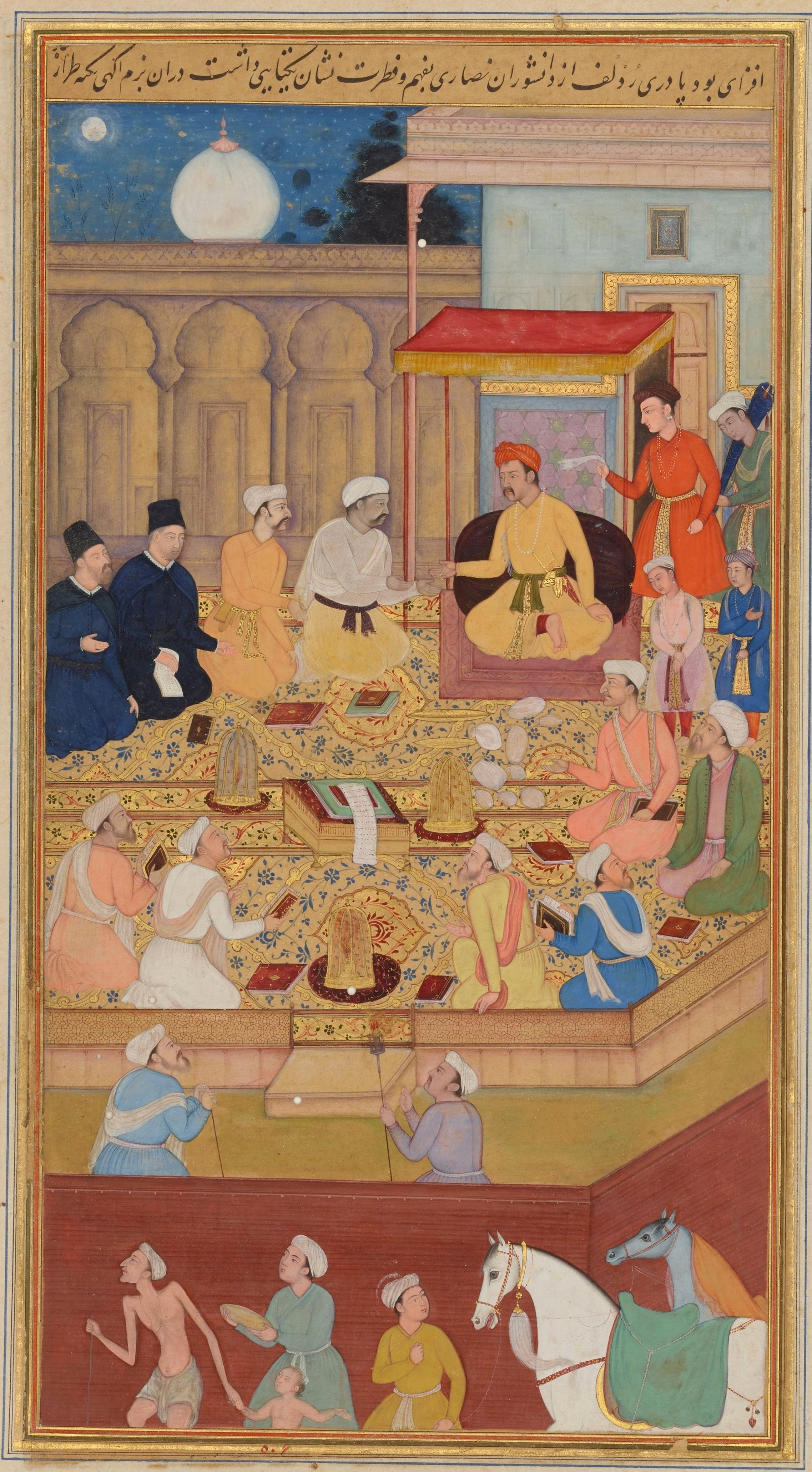
اکبر کبیر در سال ۹۸۳ هجری قمری (۱۵۷۵ میلادی) عبادت‌خانه را روی خانقاهی بر پا کرد و روحانیان را به آنجا می‌آورد. دو مرد سیاه‌پوش در این تصویر از مسیحیان انجمن عیسی هستند. این مینیاتور در کتاب اکبرنامه، توسط نار سینگ در حدود ۱۶۰۵ میلادی کشیده شده

هنگامی که اکبرشاه در ۱۳ سالگی بر تخت سلطنت نشست، کاملاً بی‌سواد بود. او تحت‌تأثیر مادرش فردی مذهبی و سنت‌گرا بار آمده بود و به عرفان و درویشی علاقه داشت. در دربار او تسلط مسلمانان سنت‌گرا بر امور مملکت غالب بود و در چنین فضایی تا حدود ۲۰ سالگی مسلمانی معتقد و مقید به آداب ظاهری دین بود. از سوی دیگر سرپرست او، بیرم خان، که در به سلطنت رسیدنش نقش بسزایی داشت و از نفوذ شدیدی در دربار برخوردار بود، مذهب تشیع داشت. بیرم خان آموزش‌های مذهبی اکبر را به شخصی به نام عبداللطیف سپرد و احتمالاً نخستین اشاره‌های اکبر به «صلح کل» در سن شانزده‌سالگی، تحت تأثیر تعالیم او بوده‌است. اندیشهٔ صلح کل که برگرفته از اندیشه‌های ابن عربی است، بالاترین جایگاه معنوی را «محبت کل» می‌نامد و وحدت را در این می‌بیند. یک پله پایین‌تر از محبت کل، «صلح کل» است که شامل پذیرش تنوع افراد است و از همگان می‌خواهد که خیرخواه همگان باشند. اکبر طبق این اندیشه، به همهٔ اندیشه‌های دینی، حتی اگر ظاهراً در تناقض با هم بودند، احترام می‌گذاشت.
ذهن اکبرشاه در دوران جوانی تجربه‌های روحانی، اجتماعی و سیاسی خود را آغاز کرد و او شب‌ها دربارهٔ خدا و راه رسیدن به او تأمل می‌کرد و همواره در فاصلهٔ میان جنگ‌ها به مسائل دینی بازمی‌گشت. از نخستین اقدامات او، که نوعی تسامح و رواداری میان مذاهب به‌شمار می‌رود، بخشودن مالیات زائران هندو و جزیهٔ نامسلمانان بود. بسیاری از راجپوت‌ها در نتیجهٔ این اقدام به اکبرشاه پیوستند؛ حتی اکبر با زنی راجپوت ازدواج کرد و هندوان را نیز در ادارهٔ امور کشور به خدمت گرفت. این اقدام، انتقادات علمای مسلمان را برانگیخت ولی برخی اندیشه‌ورزان او را برای هدایت جامعهٔ هند به سوی «وحدت ملی» و حرکت در جهت استقرار اندیشهٔ «ملیت هندی» ستودند. چنانچه او را «پدر ملت» و «پدیدآورِ ملیتِ هندی» خواندند. گروه بسیاری از شاعران، اندیشه‌ورزان و دانشمندان ایرانی به علت فشارهای متعصبانهٔ دینی دودمان صفویه به دربار همایون و اکبر پناه بردند و به گفته منوچهر پزشک، مورخ معاصر، غالب این افراد «متفکرانی آزاده با دیدگاه‌های نو و ضدسنتی» وصف شده‌اند. منتقدان اکبرشاه نفوذ این افراد و به ویژه شیخ مبارک و پسرانش، ابوالفضل علامی و فیضی دکنی، را موجب گرایش‌های او دانسته‌اند.
یکی از مهم‌ترین اقدام‌های نخستین اکبرشاه برای گسترش روحیهٔ تسامح و عقل‌گرایی در جامعه، تأسیس «عبادت‌خانه» یا «انجمن آگاهی» بود. او در ۹۸۳ هجری قمری (۱۵۷۵ میلادی)، در پایتختش، فاتح پور سیکری، بنای ویژه‌ای برای این انجمن ساخت. او ابتدا تنها روحانیان اهل سنت را به این انجمن دعوت کرد و تدریجاً از عالمان تمامی ادیان، مذاهب، فرقه‌ها و ملل افرادی را گرد آورد که منجر به بحث و تبادل نظر در موضوعات گوناگون دینی و حتی حوزه‌هایی چون اعتبار قرآن و ماهیت خدا شد. فکر تأسیس عبادت‌خانه تا حدودی تحت تأثیر اقدامات شاهان همسایه، مانند سلیمان کررانی (در بنگال) و میرزا سلیمان شاه (در بدخشان)، بوده‌است.

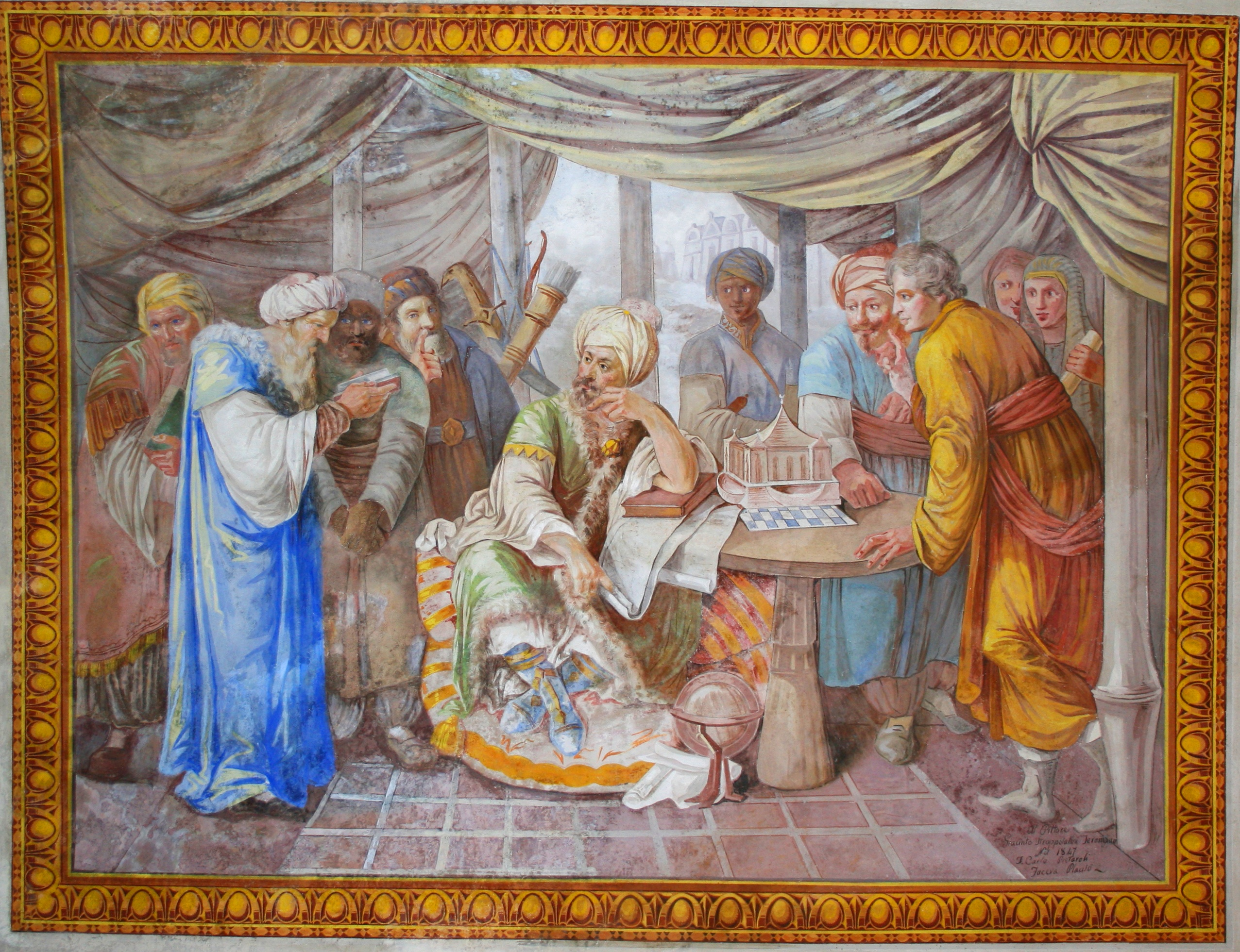
اکبر شاه در میان روحانیان ادیان مختلف حاضر در عبادت‌خانه، در نقاشی آلمانی سال ۱۸۴۷ میلادی.

ابتدا هر جمعه‌شب پس از نماز، در عبادت‌خانه چندین حلقه تشکیل می‌شد و میان روحانیان دینی بحث و مجادله درمی‌گرفت و اکبر خود به حلقه‌ها سر می‌زد و در بحث‌هایشان شرکت می‌کرد؛ بدین ترتیب نمایندگان ادیان و آیین‌ها در کنار هم جمع می‌شدند و به بیان آزادانهٔ عقاید و استدلال‌هایشان می‌پرداختند و به نظر منوچهر پزشک، مورخ معاصر، این چنین گونه‌ای از تسامح و آزاداندیشی مذهبی و عقلانیت را در هند به نمایش گذاشت. اندکی بعد، در رجب سال ۹۸۷ هجری، اکبر در طرح تازه‌ای، ظاهراً بنا بر درخواست روحانیان دینی به قضاوت میان آنان پرداخت. گویا این مسئله به اشارهٔ خود اکبرشاه صورت گرفته‌است و روحانیان مختلف سندی تهیه و تنظیم کردند که به او اختیار می‌داد از میان فتواهای مختلف دربارهٔ یک مسئله، حکم ارجح را برگزیند. احتمالاً پذیرش امضای این سند توسط علمای اهل سنت، نه به اجبار و فشار، بلکه برای مقابله با گسترش روزافزون تشیع بوده‌است. اکبر طبق این سند، مفسر معتبر شریعت شد و دیدگاه «صلح کل» خود را توسعه داد و نهایتاً در سال ۹۹۹ هجری (۱۵۹۰ میلادی) در یک فرمان آن را ابلاغ نمود. اکبرشاه بنا بر سندی که از روحانیان گرفته‌بود، می‌توانست علاوه بر قدرت سلطنت، در عمل به بالاترین مقام دینی کشور در میان تمامی مذاهب موجود تبدیل شود؛ به گونه‌ای که به بالاترین مجتهد مملکت بدل شد و کسی را یارای مقابله با او نبود.
در اقدامی دیگر، در سال ۱۵۸۲ میلادی رسم «خطبه» را نیز پایه گذاشت و سپس با تمامی امکانات تبلیغاتی‌اش آراء و نظرهای خود را می‌پراکند. وجود حکومت‌های قدرتمند صفوی، عثمانی و پاپ که در آنان پادشاه رهبری روحانی کشور را نیز در دست داشت، می‌توانست از انگیزه‌های تأسیس عبادت‌خانه باشد؛ چنان‌که حضور علمای مسلمان در دستگاه حکومت مانعی برای اختیارات اکبرشاه محسوب می‌شد. اکبر به بی‌دینی، شیعی‌گری و برهمنی متهم و تکفیر شد ولی این اتهام‌ها را انکار کرد و بر مسلمان بودن خود تأکید داشت. ابوالفضل علامی در کتاب اکبرنامه، می‌گوید شاه با همهٔ بدزبانان مدارا می‌کرد. موفقیت عبادت‌خانه دوام نیافت؛ زیرا هر کدام از روحانیان با متهم کردن دیگر ادیان ادعای برتری می‌کردند و با شدیدتر شدن بحث‌ها، برخلاف هدف مذکور، از یکدیگر رنجیدند و اختلافات‌شان فزونی یافت. این روند باعث شد در سال ۱۵۸۲ اکبرشاه عبادت‌خانه را ببندد. با این حال، تعاملات اکبرشاه با روحانیان دینی مذاهب گوناگون او را متقاعد کرد که تمامی ادیان نکات مثبتی دارند و بنابرین تصمیم به ادغامشان گرفت.

## پیدایش دین الهی

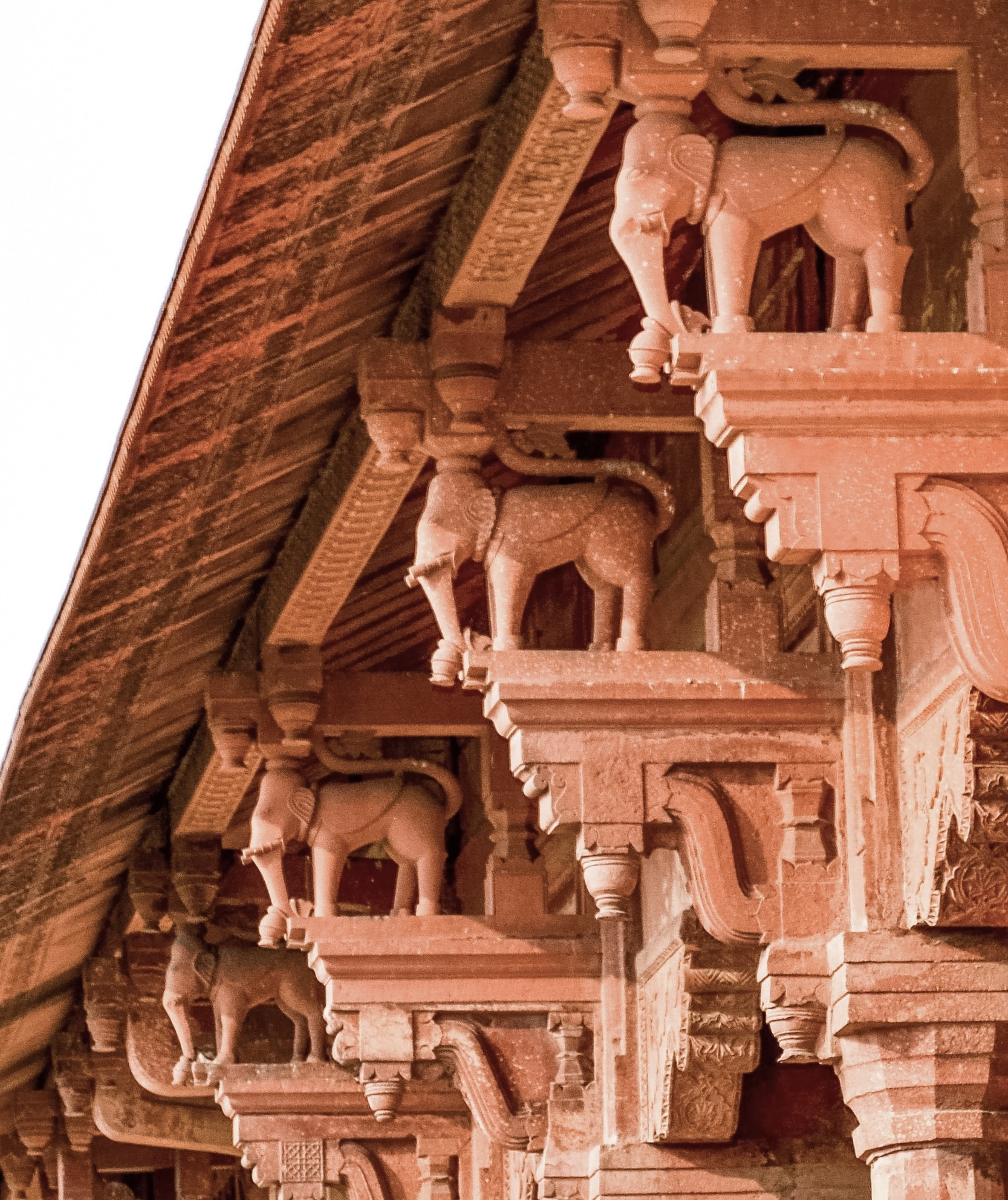
استفاده از سرستون‌هایی به شکل فیل در قلعه شاهی، که نشانگر تأثیر هندوئیسم بر معماری اسلامی در زمان اکبرشاه است.

اکبرشاه پس از سرکوب شورش‌های قلمروش و تثبیت موقعیت خود، سیاستی دوگانه در پیش گرفت و با چرخشی آرام به سوی روشنگری به گسترش نظریهٔ صلح کل خود پرداخت. در این دوره، اکبرشاه با تجربه‌ای که از ۲۰ سال آزمون و خطای مداخله در امور دینی داشت، اقدامات جدیدی آغاز کرد. رفتار او در زمینه‌های دین و مذهب شفاف نبود، اما در هر صورت سیاست‌هایش نه تنها در جهت افزایش نفوذ و قدرت شخصی، بلکه با توجه به سود و منافع ملی تمامی مردمان هند بود و در جهت اجرای عدالت عمومی طرح‌ریزی شده بود. پیش از آن اکبرشاه کوشیده بود با راهکارهای خود در جامعهٔ اسلامی موقعیت بهتری به دست آورد ولی همواره با مشکلِ نداشتنِ تسلط مذهبی بر غیرمسلمانان مواجه بود. با وجود ادیان بسیاری که در هندوستان وجود داشت، رؤیای ایجاد ملتی یگانه سال‌ها ذهن او را به خود مشغول کرده بود.
اکبرشاه برای حل این مشکل یکی از بزرگ‌ترین اقدامات دوران حکومتش را انجام داد و آیین جدیدی ابداع کرد که به «توحید الهی» مشهور شد و محتوای آن با دیگر اندیشه‌هایش مانند تأسیس عبادت‌خانه، آزادی بیان و عقیده و ترویج فلسفهٔ صلح کل هماهنگی کامل داشت. به‌گفتهٔ ابوالفضل علامی، اکبرشاه همواره مایل بود کارهای سیاسی، اجتماعی و حکومتی را از سلطهٔ روحانیان بیرون آورد ولی تا زمانی که رهبری دینی جامعهٔ اسلامی برایش مسلم نشده بود، این قصد را پنهان نگه می‌داشت. او از حدود سال ۱۵۶۰ میلادی، ابداع آیین توحید الهی را آغاز کرده بود.

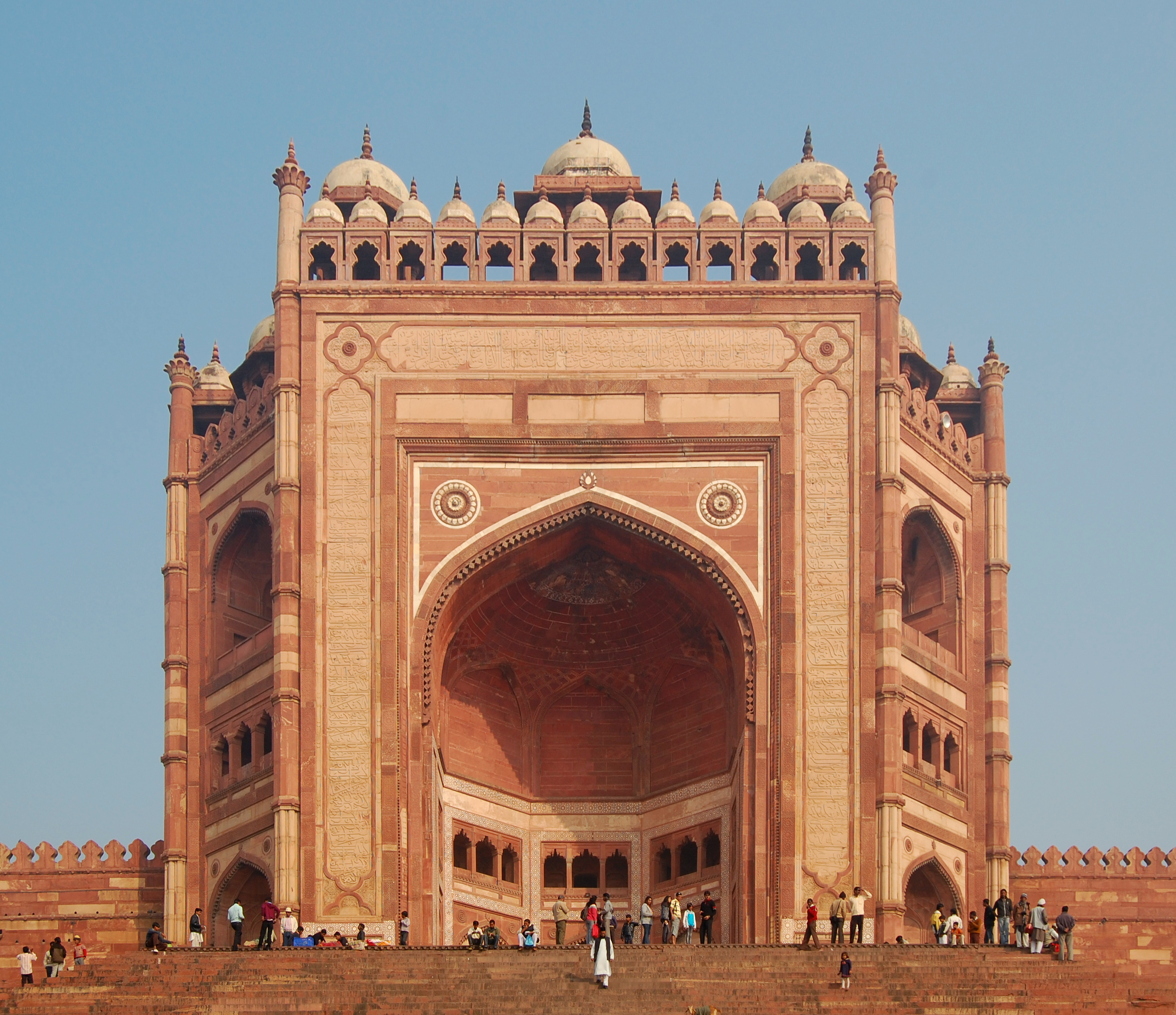
بلند دروازه در فاتح پور سیکری؛ جایی که در آن توحید الهی به همگان معرفی شد.

اکبرشاه سرانجام در یکی از سال‌های ۹۸۸ هجری قمری (۱۵۸۰ م)،۹۸۹ هجری (۱۵۸۱ م)، یا ۹۹۰ هجری (۱۵۸۲ م)، با مطرح کردن «هزاره» خود را از قیود دین و روحانیان آزاد کرد. جنبش «اَلفی» یا «هزاره‌گرایی» نوعی جنبش بدعت‌گزار اسلامی در قرن دهم هجری بود که در هند گسترش یافته بود و حتی در میان مسلمانان متعصب طرفدار داشت. جنبش هزاره بر لزوم بازنگری و اصلاح در دین اسلام پس از گذشت هزار سال از ظهور پیامبر اسلام تأکید داشت و از آنجا که اکبرشاه هزار سال بعد از ظهور پیامبر به حکومت رسیده بود، خود را اصلاح‌گر اسلام معرفی کرد. در میان مخالفان، این مسئله شایعهٔ ادعای نبوت و حتی خدایی اکبرشاه را تقویت کرد، اما او این مسئله را تکذیب کرد و ضمن آن که خود را همچنان مسلمان می‌دانست، سعی در جمع‌بندی عقاید مختلف و نیل به خداباوری خالص داشت. در سال هزار هجری (۱۵۹۱ میلادی) اکبرشاه نماز و دیگر فروع دین را آیین‌هایی تشریفاتی دانست.
ابهام‌هایی که دربارهٔ زمان آشکار شدن دین الهی وجود دارد، نشان می‌دهد که دین الهی به یک‌باره معرفی نشده و ابتدا به شکل شایعه، اخبار نیمه‌رسمی یا در محافل خاص عنوان می‌شد و تدریجاً علنی شد. عباس امانت می‌گوید این اختلاف می‌تواند به خاطر نحوهٔ محاسبهٔ آغاز هزارهٔ یکم باشد؛ زیرا گاه‌شماری هجری قمری با هجرت محمد (۶۲۲ میلادی) آغاز می‌شود، در حالی که محمد مدعی پیامبری از روز مبعث (۶۱۰ میلادی) بود. در گزارشی از منابع اولیه آمده‌است که شیخ مبارک (یا شیخ پیر) پیش از اعلام علنی دین الهی، در اعلامیه‌ای رسمی به سراسر امپراتوری دستور داد تا خود را آماده کنند و آن چه به‌زودی ابلاغ می‌شود را محترم شمرده، به بهترین وجه اجرا نمایند. اما اطلاعات دربارهٔ چنین اعلامیه‌ای گنگ است و چیز زیادی در این باره در دست نیست. ضمن این که چنین روایتی با سیر اندیشه‌های اکبرشاه مطابقت ندارد.
در آیین اکبری گفته شده که این سلسلهٔ سلطنتی در یک روز یکشنبه معرفی شد. در این روز ابتدا اکبرشاه به یکی از نوکیش‌ها نشان «شست» داد که بر آن عبارات ایهام‌انگیز «اسم اعظم، طلسم اقدس، الله اکبر» نوشته شده بود؛ عبارت الله اکبر می‌تواند به دو شکل ترجمه شود: «خدا بزرگ است» و «اکبر خداست.» پس از مراسم اعطای نشان، پادشاه اکبر به عنوان مرشد، نصیحت‌هایی به مرید گوشزد کرد.

## وجه تسمیه
نامی که در زمان اکبرشاه برای این آیین به کار برده می‌شد، «توحید الهی» بود و این عبارت در آثار معاصر او به همین شکل ذکر شده‌است. عبارت «دین الهی» را مورخان بریتانیایی به اشتباه بدین شکل ترجمه کردند. گویا مورخان بریتانیایی، هاینریش بلوخمن و ویلیام هنری لووه، با تصور اشتباهی که از آیین اکبر داشتند، عبارت «دین» را برگزیدند؛ آن‌ها گمان می‌کردند این آیین با خروج از اسلام و ایجاد دین جدیدی همراه بوده‌است. پس از آن «دین الهی» به اشتباهی رایج تبدیل شد.
منابع رسمی گورکانی - مانند آیین اکبری، اکبرنامه و مجالس جهانگیری - هیچگاه نام «دین الهی» را به کار نبرده‌اند؛ اما القابی همچون «ذات مقدس» و «مظهر کل دین» را به اکبرشاه نسبت داده‌اند و او را شخصی معرفی می‌کنند که از نفاقِ میانِ ادیان گریخته و دستورهای عالم معنوی را ترمیم کرده‌است.
نخستین بار عبارت «دین الهی» در نوشته‌های عبدالقدیر بدائونی در منتخب التواریخ یاد شده‌است. وی در بیان اعلامیهٔ «میرزا جانی»، حاکم ارغون و ثاتا، که در حدود ۱۰۰۱ هجری (۱۵۹۳ میلادی) امضا شده، از زبان وی می‌نویسد: «من… خود را از قید اسلام مجازی و تقلیدی آزاد می‌کنم… و وارد دین الهی اکبرشاه می‌شوم.»

## کلیات و اصول

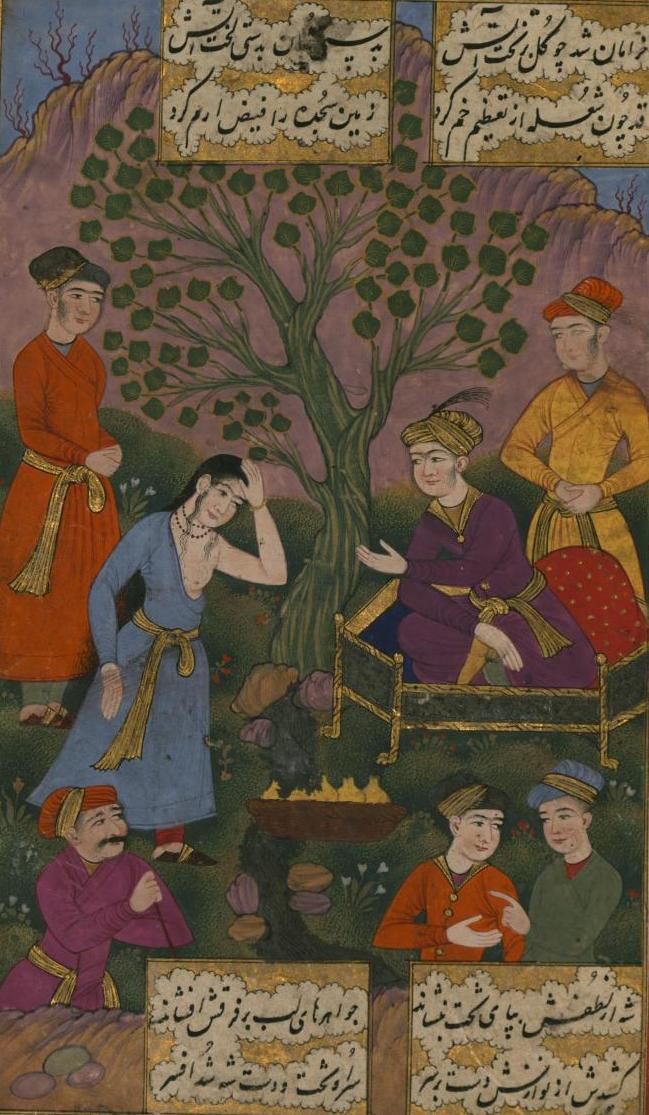
به گفته آنماری شیمل اکبر از رسم ساتی بیزار بود و در سال ۱۵۸۲ ساتی از روی اجبار را غیرقانونی کرد. نگاره‌ای از اکبر در حال منصرف کردن زن هندو از خودسوزی در مراسم ساتی، همراه با بخشی از اشعار «سوز و گداز» نوعی خبوشانی در اکبرنامه

دین الهی کتابی نداشت و مجموعه‌ای از عقاید و آداب و رسوم گوناگون بود و در واقع نوعی فلسفهٔ شیوهٔ زندگی به‌شمار می‌رفت که اکبرشاه از تلفیق بحث‌های عبادت‌خانه استنباط کرده و ایمان در آن، بر اصول و پیش‌فرض‌هایی که در قلب او تجلی کرده بود، استوار بود. پزشک در دانشنامهٔ بزرگ اسلامی می‌گوید این مجموعه را دیگران با مبالغه یک «دین» نامیده‌اند. اسمیت نیز معتقدست که بنیادهای نظام این دین به‌درستی تعریف نشده بود و در مورد معنای آن تا سال ۱۵۸۷ اطمینان وجود نداشت. فردریک آگاستس فن نوئر معتقدست از آنجا که دین الهی همچون فراماسونری و ایلومیناتی آیینی مخفی بود، نیازی به اعلام علنی عقایدش وجود نداشت.
می‌توان گفت اصول صلح کل و دین الهی بیش از آن که دینی مستقل باشند، سیستمی بوده که با اهداف سیاسی و برای کنترل قلمرو گورکانیان به وجود آمد تا میان آحاد مردم وحدت ایجاد کندو همچنین پایه و اساس سیاست‌های اکبرشاه در مورد اعتقادات مذهبی را شکل می‌داد. در دانشنامهٔ اسلام دین الهی در جهت هژمونی اکبرشاه معرفی شده‌است و شخصیت پادشاه در این ایدئولوژی مذهبی در برابر نخبگان پادشاهی، مشابه رابطهٔ پیر و مرید است. نصیحت‌های اکبر به مریدانش به‌طور عمده به اعمال جسمانی مربوط می‌شود؛ از قبیل گیاهخواری و اجتناب از همخوابی، که مورد اشتراک اکثر ادیان است و باور به مفهوم تولد دوبارهٔ روح و تناسخ. همچنین در جهانگیرنامه به موضوعات مراعات صلح کل و ستایش ستارگان نیز تأکید کرده‌است.
برخی از محققان مدرن ادعا می‌کنند که اکبرشاه دین جدیدی نساخته‌است: اسکار ر. گومز اصلاحات اکبرشاه را مشابه باورهای تکثرگرایانه در بودیسم تبتی می‌داند. برخی دیگر، همچون شریرام شارما، دین الهی را گونه‌ای از تصوف می‌دانند. عبدالرحمن مصطفی، پژوهشگر معاصر، می‌گوید اکبر با کمک توجیه‌های مکتب صوفی اشراقیون و فلسفهٔ شیعی خواجه نصیرالدین توسی، توانست دین را تحت تسلط مقام پادشاهی درآورد. اکبر بنا بر تعالیم صوفیان، علی‌الخصوص ابن عربی، به بررسی باورهای مشترک ادیان بزرگ پرداخت و آن‌ها را از یک منشأ می‌دانست. این مسائل او را به این نتیجه رسانده بود که چرا باید حقیقت را در یک دین محدود کرد و به آن مختص دانست و چون حقیقت واحد است، پس وجه ترجیح چیست؟ دین الهی همچنین بیان می‌کند که چگونگی توسعهٔ یک دین در واقع برگرفته از تجربیات رهبر و پیشینهٔ آن است و اختلاف در ایدئال نهایی نیست یا به عباراتی دیگر، شیء پرستش تقریباً یکسان است و قالب عبادت تفاوت دارد؛ یا جنگ در مسیر است، نه در مقصد؛ لذا تشریفات و آداب ادیان را هدف نمی‌داند بلکه وسایل رسیدن به هدف می‌پندارد که در طول تاریخ بدل به اصل دین شده‌است. اکبر در نامه‌ای که سال ۱۵۸۲ میلادی به فلیپه دوم — پادشاه اسپانیا — می‌نویسد، تأسف می‌خورد از این که غالب مردم جهان بدون تحقیق و وارسی حقیقت و استفاده از استدلال‌های عقلانی، دینی که با آن متولد شده‌اند یا آموزش دیده‌اند را کورکورانه می‌پذیرند و بدین شکل خود را از راستی و حقیقت، که هدف غایی انسان خردمند است، محروم می‌کنند. او مردم را به چالش شناخت ادیان، به جز آیین خود، دعوت می‌کرد و می‌گفت هیچ مذهبی منحصراً حقیقت را در خود ندارد. در یکی از مباحثات عبادت‌خانه پیشنهاد شد که به وسیلهٔ «آزمون آتش» واقعیت ادیان مورد آزمایش قرار گیرد، که اکبرشاه آن را پذیرفت، ولی با مخالفت برخی روحانیان انجام نشد.
کسانی که در این دوره از دربار گورکانی بازدید کرده‌اند، توصیف‌های گوناگون و متفاوتی داشته‌اند که گاه مخلوطی از واقعیات و شایعات است. اکبر در ماه رمضان، روزه می‌گرفت و زکاتش را به فقرا می‌پرداخت و حامی مراسم حج بود. او همچنین یک بار مسیر آگرا-اجمیر را دو ماه پیاده پیمود تا به زیارتگاه یک صوفی رود. بدائونی، معاصر اکبرشاه، می‌گوید «مجتهد» در دین الهی تنها کسی بود که اصول ایمان آن را تعیین می‌کرد و برخی از آداب آیین مذکور را با توجه به مشاهدهٔ اعمال اکبرشاه شرح داده‌است که البته تشریفات ذیل را با اصول دین اشتباه گرفته‌است: تراشیدن ریش، نواخته‌شدن ناقوس کلیساها، نصب علنی نقاشی‌های حاوی مضمون تثلیث، آوازخوانی و نواختن موسیقی، ورود سگ و خوک به غذاخوری دربار، رفع وجوب غسل، رفع تحریم خوردن گوشت شیر و گراز، جواز شرب خمر، منع اطعام عمومی در مجالس ختم و جایگزینی آن با «آش حیات» که در سال‌روز تولد شخص پخت و توزیع می‌شد، ممنوعیت ازدواج با فرزندان عمو، دایی، خاله و عمه، ممنوعیت ازدواج دختران پیش از چهارده‌سالگی و پسران پیش از شانزده سالگی، رفع تحریم پوشیدن لباس زربافت و ابریشمی برای مردان مسلمان، رفع وجوب نماز، روزه و حج، منع فراگیری زبان عربی، فقه، تفسیر و حدیث و به جای آن تدریس نجوم، طب، ریاضیات و تاریخ.

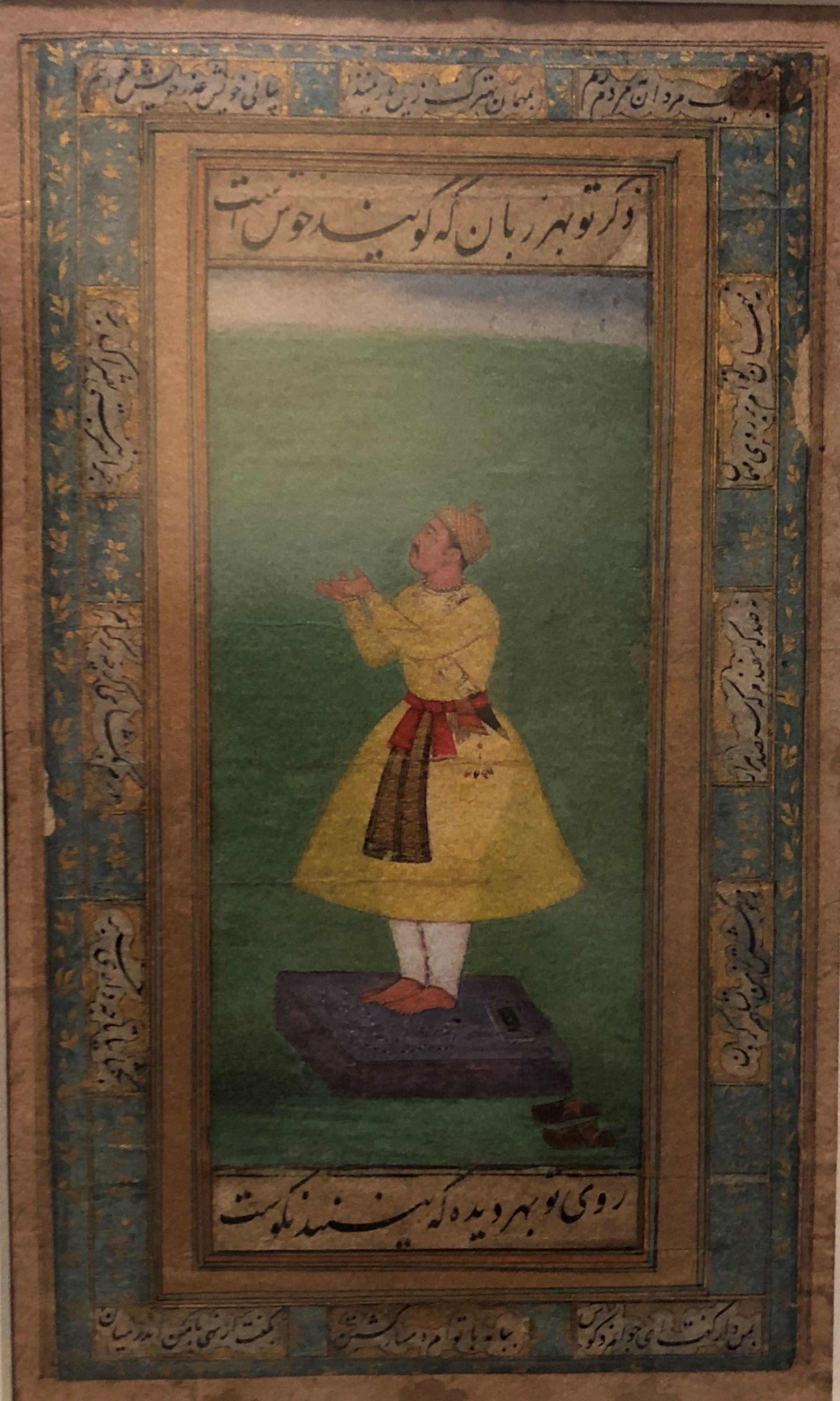
اکبرشاه در حال پرستش خورشید با حاشیهٔ این بیت دُرشت‌تر: «ذکر تو بهر زبان که گویند خوش است / روی تو بهر دیده که بینند نکوست» در موزه تمدن آسیایی سنگاپور

یکی از تنها نویسندگان معاصری که مبانی دین الهی را برشمرده، محسن فانی است که در کتاب دبستان مذاهب به‌طور غیرمستقیم و در جریان گزارش یک گفتگو اصول درونی این آیین را از زبان یک فیلسوف بیان کرده‌است. تفاوت این متن با دیگر گزارش‌هایی که امثال بدائونی یا کشیشان پرتغالی نوشته‌اند، این است که محسن فانی خود طرفدار اکبرشاه و به آیین مذکور علاقمند بود و در این داستان هم فیلسوفی که مناظره را با پیروزی به پایان می‌رساند، نمایندهٔ دیدگاه امپراتور است و نهایتاً ده فضیلت دین الهی را چنین برمی‌شمارد:
1. جود و کرم (آزادگی)
2. عفو از بدکار و دفع غضب بحلم (تحمل در برابر اعمال بد و رفع خشم با ملایمت)
3. تعصف از شهوات دنیاویه (پرهیز از امیال دنیوی)
4. فکر اخلاص از بند عالم کون و فساد و اذخار اسباب التذاذ آن عالم دائم الوجود (احتیاط در رهایی از پیوندهای موجود دنیایی و خشونت و همچنین انباشت و ذخیره وسایل ارزشمند برای دنیای مادی و باقی)
5. ریاضت عقل و ادب در عواقب امور (خردمندی در مراقبه‌های مکرر برای عواقب اقداماتمان)
6. قوت تصریف عقل در طلب عالیات امور (قدرت تدبیر ماهرانه در اعمال متعالی)
7. صوت نرم و لین قول و طیب کلام با هر فردی (صدای آرام، کلمات ملایم و سخنان دلنشین برابر همگان)
8. حسن معاشرت باخوان با آنکه اختیار ایشان بر اختیار خویش مقدم دارد (رفتار خوب با برادران چنان‌که اراده آن‌ها اولویتمان باشد)
9. اعراض از خلق بکلی و توجه بالکلیه بحق (بیگانگی کامل با موجودات و دلبستگی کامل به حق تعالی)
10. بذل روح از شوق بحق و وصول بحضرت کریم (فدای روح در عشق به خدا و وحدت با خداوند)[یادداشت‌ها ۳]

دین الهی اساساً سیستمی اخلاقی بود که گناهانی مانند شهوت، نفس‌گرایی، تهمت و غرور را ممنوع شمرده و رعایت فضایلی مانند تقوا، ملاحظه، پرهیز و مهربانی را توصیه می‌کرد. افراد تشویق می‌شدند که روح که خود را از طریق تقوی به خداوند نزدیک کنند (یکی از اصول صوفیان در عرفان اسلامی)، از ازدواج پرهیز می‌شد (برگرفته از مذهب کاتولیک در مسیحیت)، کشتن حیوانات ممنوع بود (همان‌طور که در آیین جین ممنوع است)، در آداب عبادت، دین الهی به شدت از زرتشتیان اقتباس کرده بود و نور (خورشید و آتش) در آن به‌عنوان نمادی از خداوند تفسیر شد و همانند هندوئیسم، هزار نام سانسکریت خورشید ذکر می‌شد. هیچ مقبرهٔ مقدس، قدیس یا معصومی در دین الهی وجود نداشت و هیچ‌گاه ادعایی در خصوص عرضهٔ متنی مقدس یا ایجاد نظام روحانیتی خاص خود نداشته‌است. پیروان دین الهی نماز را در سه نوبت صبح، عصر و شب می‌خواندند (برخلاف اهل تسنن که پنج نوبت می‌خوانند) و اکبر پس از درگذشت ابوالفتح، برای او نماز وحشت خواند. ابوالفضل علامی دارای مسجدی بر روی رواق خود بود که مؤذن آنجا اذان می‌گفت؛ هیچ مسجد دیگری که به دین الهی نسبت داده شود، وجود نداشت. خود ابوالفضل علامی تا واپسین روزهای عمرش به کتابت قرآن اظهار افتخار می‌کرد.

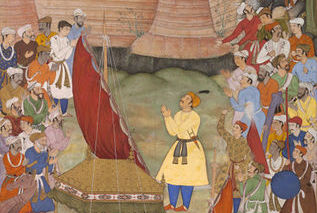
اکبر در حال دعا، پس از فتح بنگال. طراحی از لعل و عمل از ناند، حدود ۱۵۹۰–۹۵ میلادی. در موزه ویکتوریا و آلبرت.

به نظر وحید غزنوی، این که اکبرشاه خود را جانشین و خلیفهٔ خداوند بر روی زمین می‌خواند، می‌تواند تحت تأثیر این باور هندوها باشد که شاه تصویری از خداوند است. ولی اکبرشاه، برخلاف گزارشی که برخی منابع داده‌اند، خود را در جایگاه پاپ قرار نداد؛ او در جمله‌ای، که به نقل‌قول آشوکا (امپراتور ۱۸۰۰ سال قبل هند) شبیه است، می‌گوید: «چرا باید ادعا کنم که پیش از آن که خودم راهنمایی شوم، دیگران را راهنمایی می‌کنم؟» او خواهان برابری تمامی اهالی قلمروش بود و معتقد بود که لازم نیست همگی مسلمان باشند تا از حقوق برابر برخوردار شوند. هنگامی که به وزیران هندوی خود اجازه داد با مال خود معابد دینشان را تعمیر کنند، یکی از پسرانش به نام «سلیم» از او انتقاد کرده و علت چنین دستوری را جویا شد. اکبر در پاسخ به او گفت: «پسرم، من دین خودم را دوست دارم… وزیر هندو نیز دین خود را دوست دارد. اگر او بخواهد پول خود را در راه دین خود بپردازد، چرا من باید جلویش را بگیرم؟ آیا او حق ندارد عاشق چیزهایی باشد که کاملاً از آن اوست؟» او همچنین به افسران خود امر کرد بدون هیچ تمایزی، به افرادی که خدا را صبح و عصر و شب پرستش می‌کنند، احترام بگذارند و در دستوری کلی که برای مقامات ایالتی صادر کرد، می‌گوید: «والی نباید با عقیدت و دین مخلوقات خدا مخالفت کند؛ از آنجا که یک انسان خردمند ضرر خود را در گذر این جهان فناپذیر انتخاب نمی‌کند، چگونه می‌تواند ادیانی را بپذیرد که خود می‌داند به هلاکت او می‌انجامد؟ اگر ایمان او صحیح باشد، که شما علیه خداوند خواهید بود و اگر خداوند به او راه غلط را شناساند، خواهان امداد و ترحم می‌شود و با دوستی و شفقت به سوی شما می‌آید، نه با جنگ و دشمنی.»
در دانشنامه بزرگ اسلامی نیز توحید الهی اکبر مجموعهٔ قانون‌های اخلاقی-اجتماعی و آیین‌هایی معرفی شده‌است که در جهت «تنظیم رابطهٔ فرد در جامعه، گروه‌های اجتماعی و سرانجام فرد و جامعه با حکومت و عاملان آن» به کار گرفته شد. نه تنها هیچ‌گونه اجباری برای پیوستن به توحید الهی از سوی اکبر به کار نرفت، او حتی برای پیوستن مردم به آیینش، تبلیغ نیز نمی‌کرد چون او معتقد بود خدا را از هر راهی می‌توان پرستید و توحید و یگانگی او در ذهن‌ها و قلب‌های مردمان به اشکال مختلف بازتاب می‌یابد و دین باید انتخابی باشد، نه ارثی. سه جنبهٔ متفاوت آیین او خداشناسی و توحید، مفاهیم اخلاقی و دستورهای عملی زندگی اجتماعی بوده‌اند. اکبر در وضع این اندیشه‌ها و قانون‌ها، از همهٔ ادیان بهره برد. او بسیاری از دستورهای اخلاقی و عملی آیینش را از عرفان و تصوف اسلامی گرفت. توحید الهی روی هم رفته به خداباوری، تعقل‌گرایی و فلسفه‌ای انعطاف‌پذیر و لطیف برای برآوردن نیازهای عینی زندگی وصف شده‌است. طریقهٔ گرویدن به توحید الهی نیز مشابه روش‌های مریدی و مرادی در طریقت‌های تصوف است.
ابوالفضل علامی دربارهٔ لغو جزیه در سال ۱۵۶۴ میلادی گفته‌است که شاه با مخالفت‌های فراوان علما مواجه شد و مجبور بود با «جاهلان زیادی» گفتگو کند. استدلال‌های ابوالفضل در موافقت با لغو جزیه بیشتر جنبهٔ سیاسی و ایدئولوژیک دارد ولی سویهٔ اقتصادی را نیز در نظر می‌گیرد. او می‌گفت جزیه برقرار بود تا هندوها مطیع باشند ولی حال که همچون مسلمانان کمر به فداکاری و خدمت بسته و برای پیشبرد منافع پادشاهی تلاش می‌کنند، باید میان آن‌ها و آن دشمنان سابق تفاوت قائل شد. او همچنین دلیل دیگر جزیه گرفتن را نیاز حاکمان و درباریان پیشین می‌دانست و می‌گفت دربار کنونی دیگر نیازی به این مبالغ ندارد. او نتیجه می‌گرفت که مزایای جزیه تخیلی است و صرفاً موجب ترویج اختلاف بین رعایا می‌شود و از نظر سیاسی مضر است. ابوالفضل همچنین اخذ مالیات از نامسلمان‌ها را خلاف مصلحت سیاسی، عدالت طبیعی و مفهوم اساسی صلح کل می‌دانست.
اکبرشاه برای تکمیل اندیشه‌ها و تئوری‌هایش گاهشماری نوینی ایجاد کرد. بنابر شواهد، تغییر تقویم هجری قمری از سال‌ها پیش در فکر اکبر بوده‌است؛ لذا در این فرصت مقتضی دانشمندی ایرانی به نام امیر فتح‌الله شیرازی را مأمور ساختن تقویمی جدید کرد. مبدأ سال‌شماری تقویم جدید تاج‌گذاری اکبرشاه بود و به نام «تقویم الهی» استفاده شد. تقویم الهی بسیار تحت‌تأثیر گاهشماری زرتشتی بود. عباس امانت فتح‌الله شیرازی را از حامیان نقطویه معرفی کرده و استفاده از تقویم الهی را نشان‌دهندهٔ تأثیرات این جنبش می‌داند. نقطویه معتقد بودند هزارهٔ اسلام و «دور عرب» به پایان رسیده و هزارهٔ پیشرو «دور عجم» است. با رسمیت یافتن تقویم خورشیدی، جشن‌های ایرانی به تقویم رسمی افزوده شدند و جشن نوروز در ابتدای سال برقرار گشت. در مقابل این نظر، چودهاری پژوهشگر هندی، توجه اکبر به فرهنگ ایرانی و زبان فارسی را در تعارض با اسلام نمی‌داند و چنین می‌پندارد که اکبرشاه صرفاً بر اساس طبع و ذوقش به هنر و فرهنگ ایرانی علاقمند بود.

## تأثیرپذیری از مذاهب مختلف

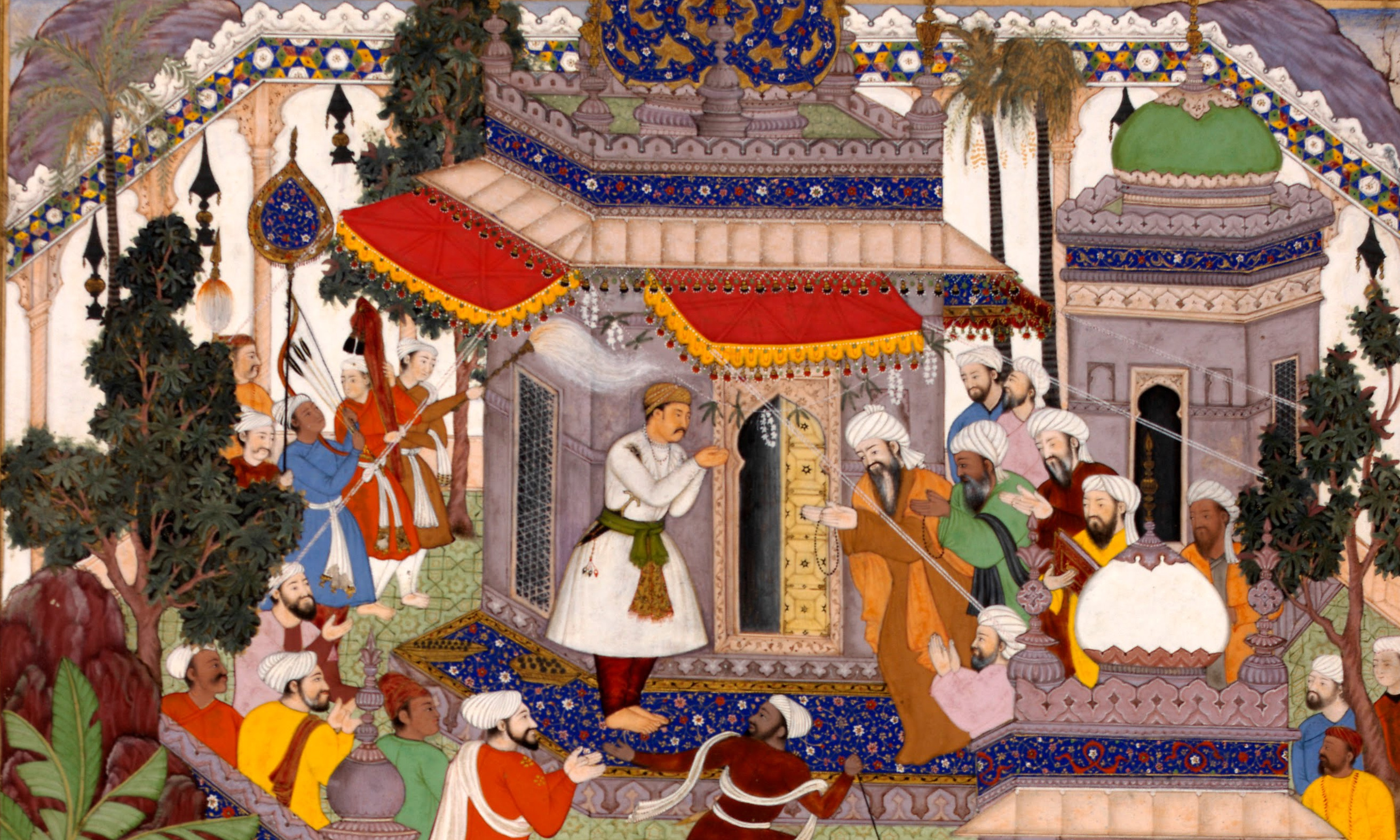
اکبر در حال زیارت مقبرهٔ معین‌الدین چشتی. اثر باساوان، در موزه ویکتوریا و آلبرت

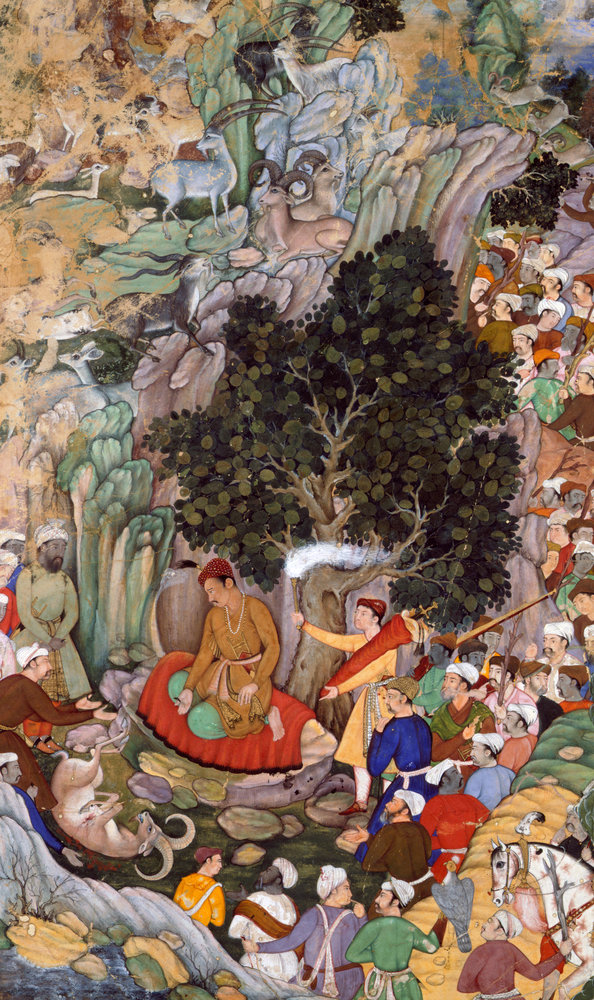
نگاره‌ای از اکبر در حال مخالفت با کشتن حیوانات؛ وی پس از دیدار با علمای جِین کشتن حیوانات را ممنوع کرده و گیاهخوار شد. نقاشی از اکبرنامه، ۱۵۹۰ میلادی

صدرالصدور دربار اکبر در ابتدای بر تخت نشستن او، عبدالنبی، فردی اهل تسنن بود و هدایت علمای سنی را برعهده داشت. این علما چارچوب شریعت را برای اکبر تعیین می‌کردند و قدرت و نفوذ مذهبی صدرالصدور به جایی رسیده بود که عملاً اسلام همان چیزی بود که او می‌گفت. اکبرشاه تا ۲۰ سالگی شدیداً به مذهب تسنن پایبند بوده و گاه فرمان تکفیر و قتل افراد را صادر می‌کرد، ولی رفته‌رفته رویکرد متفاوتی در پیش گرفت. تأسیس عبادت‌خانه و دعوت تدریجی از علمای شیعه و پس از آن دیگر ادیان برای حضور یافتن در آن، بخشی از علمای اهل سنت را ناراضی و تحقیر کرد. از سوی دیگر، از گذشته تعدادی از علمای شیعه در دربار گورکانی حضور داشتند. سه برادر به نام‌های «ابوالفتح»، «همایون» و «نورالدین گیلانی» در این دوره خود را به اکبرشاه نزدیک کردند و به پرسش‌های فقهی اکبرشاه پاسخ می‌دادند. بدائونی، از علمای اهل سنت، ابوالفتح را از کسانی می‌داند که اکبرشاه را از اسلام دور کردند. یکی دیگر از عناصر شیعی دربار «ملا محمد یزدی» بود که سعی در شیعه کردن شاه داشت. محسن فانی در دبستان مذاهب چنین بیان می‌کند که اختلاف روحانیان سنی و شیعه بر سر مسائل فقهی، کلامی و حدیثی و خطاپذیری منابع کلام اسلامی، یعنی قرآن و احادیث، کم‌کم باعث شد اکبرشاه در نبوت و معجزات نیز دچار تردید شود. اکبرشاه ابتدا گروهی به نام «چهل‌تن» برقرار کرد تا قضاوت را، تنها بر اساس عقل، برعهده گیرند.
از سوی دیگر از زمان سلطنت بابر و همایون در بلخ، پیروان تصوف به خاطر ذوق و توجه‌شان به ادبیات و هنر، در دربار شاهان گورکانی حضور یافتند. بسیاری از عقاید اکبرشاه تحت تأثیر تصوف و شاخه‌های گوناگونش بود. به‌طور مثال آثار آداب ذکر گفتن صوفیان، باورشان بر نیل به لقاءالله و تقوی داشتن، تزکیهٔ نفس، و گفته‌های ابن عربی، دربارهٔ بررسی باورهای مشترک ادیان بزرگ و منشأ یگانهٔ آن‌ها، جیلی دربارهٔ انسان کامل، سهروردی دربارهٔ نور و معین‌الدین چشتی دربارهٔ تسامح مذاهب را می‌توان در دین الهی مشاهده کرد.
دیدگاه وحدت وجود ابن عربی در میان صوفیان هند آن دوره بسیار محبوب بود. این نظریه می‌گفت منشأ ادیان همگی مشترک است و دگرگونی‌های ظاهری نتیجهٔ تغییرات دوره‌ای در تجلی خداوند است. نوشته‌های سهروردی در قرن چهاردهم میلادی به هندوستانِ تحت سلطهٔ اکبر رسید و شاه خیلی تحت تأثیر فلسفه اشراق سهروردی قرار گرفت و بسیاری از آموزه‌های این مکتب را در دین الهی خود گنجانید. فؤاد نسیم، مورخ معاصر، گرایش اکبر به حکمت اشراق را تحت تأثیر ابوالفضل علامی، یکی از نزدیک‌ترین مشاوران و معتمدان فکریش، می‌داند. همچنین طریقت چشتیه که در ۱۱۹۳ وارد هندوستان شده بود، مورد توجه اکبر قرار گرفت و به‌طور مثال، آیین عضویت در دین الهی مشابه روش گرویدن به چشتیه بود. با این حال، پیروان چشتیه، که از نزدیکی به حاکمان خودداری می‌کردند، با رویکرد اکبر مخالف بودند. عباس امانت تأثیر اندیشه‌های نقطویه را بر شکل‌گیری صلح کل بسیار حائز اهمیت می‌داند. نقطویان یک گروه از صوفیان بودند که از هزاره‌گرایی حمایت می‌کردند و نوعی «ماتریالیسم عرفانی» و «نوسازی ادواری» را مطرح می‌کردند و اساساً خواستار یک آیین اومانیستی جدید و فراتر از چارچوب‌های اسلام بودند. بسیاری از نقطویان از ترس حاکمان شیعه در ایران صفوی، به هند گریخته بودند و عرفی شیرازی، ابوالفتح گیلانی و سید شریف آملی از جمله نقطوی‌های دربار اکبر شدند.
یکی از زرتشتیان فارس، به نام آذر کیوان، در زمان سلطنت اکبر وارد شهر پتنه در هند شد. او تحت تأثیر آثار شهاب‌الدین یحیی سهروردی (معروف به شیخ اشراق) بود و در دین زرتشت مکتب جدیدی بنیان نهاد. این هماهنگی و ارتباط میان اسلام و زرتشت در نتیجهٔ اصلاحات مذهبی اکبرشاه انجام شد. آذرکیوانیان به وحدت ادیان و یکی بودن سرچشمهٔ آن‌ها معتقد بودند. در آثار سهروردی شخصیت‌های زرتشتی، مانند فریدون و کیخسرو، با پیامبران قرآن و عهدین منطبق شمرده می‌شدند. آذرکیوانیان چنین می‌پنداشتند که داستان‌های اساطیری و باستانی به وقوع نپیوسته و انعکاسی از رخدادهای دنیایی میانی، که اشراقیان به آن «عالم مثال» می‌گفتند، است.
در زمان اکبرشاه شهر نوساری بزرگ‌ترین مرکز سکونت زرتشتیان هند بود. ماهیار رانا، دستور زرتشتی که برخی وی را از شاگردان آذر کیوان دانسته‌اند، نخستین بار در سال ۱۵۷۳ با اکبرشاه در نزدیکی سورات دیدار کرد. عقاید و باورهای زرتشتیان دربارهٔ آتش و نور با دیدگاه‌های شخصی اکبرشاه همخوانی داشت و اکبر از سال ۱۵۷۶ میلادی بزرگان نوساری را به دربار خود دعوت کرد. وی تحت تأثیر موبدان به آیین‌های تقویم زرتشتی علاقه‌مند شد و در سال ۱۵۸۰–۱۵۸۱ جشن‌های پارسی و روزهای تعطیل تقویم پارسیان را به فهرست تعطیلات رسمی مملکت افزود. محمدجواد رحمتی، دانشجوی دکتری ادیان در دانشگاه سن ژوزف، دربارهٔ دین الهی گفته‌است: «این باورهای جدید سیاسی بیش از هر چیز بر آیین زرتشتی و آداب و رسوم و فرهنگ ملی باستانی ایران استوار شده بود. اکبر خورشید را پرستش کرد، زیرا خورشید را بزرگ‌ترین مظهر تجلی خدای یگانه می‌دانست، و جشن‌های باستانی ایرانیان را تجدید کرد. سال و ماه ایران باستان را به جای سال و ماه قمری مرسوم کرد و آتش را مقدس شمرد.» وی به نقل از بدائونی، از علمای منتقد در عصر اکبرشاه، گفته‌است: «بیربر ملعون خاطرنشان ساخت که چون آفتاب مظهر تام است و پختن غله، زراعت، میوه و سبزه از تأثیر اوست و روشنی عالم و حیات عالمیان وابسته به او؛ پس لایق عبادت و تعظیم، او باشد. این معنا باعث تعظیم نوروز جلالی شد و آتش‌پرستان دین زرتشت را حق نمودند و تعظیم آتش را عبادت عظیم گفتند و [اکبر] فرمود که آتش را به روش ملوک عجم، که آتشکدهٔ ایشان همیشه برپای بود، دائم الاوقات، چه در روز و چه در شب، در محل نگاه می‌داشته باشند، که آیتی است از آیات خدا و نوری است از انوار وی. در ایام نوروز سال ۲۵ از جلوس، سجده آفتاب و هم سجده آتش علانیه می‌کردند.» این آتش همیشه روشن را اکبرشاه «فر ایزدی» می‌نامید. چودهاری، مورخ معاصر هندی، معتقدست که علاقهٔ ویژهٔ اکبر به ایران باستان و زبان فارسی به خاطر رشد او در ایران و اطرافیان ایرانی که پیرامونش حضور داشتند، بوده‌است و ارتباطی با ارتداد او ندارد.

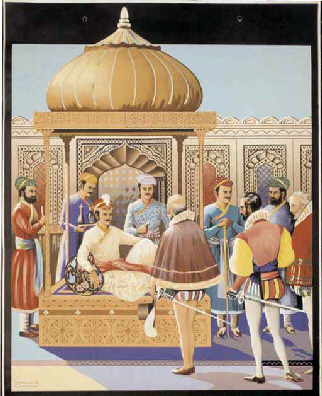
اکبرشاه در ملاقات با سفیران ملکه الیزابت یکم، حاکم انگلستان. اثر دونالد کامرون

سال ۱۵۷۲ میلادی، هنگامی که اکبر به قصد فتح گجرات به سوی این منطقه حرکت کرد، در کامبای با بازرگانان پرتغالی مواجه شد که برای دیدن او آمده بودند. در این میان چند کشیش کاتولیک نیز حضور داشتند و به گفتگو با اکبرشاه پرداختند. این مصادف با شکوفایی عبادت‌خانه بود و موجب شد اکبرشاه از مسیحیان گوآ دعوت کند در مباحثات شرکت کنند. انگیزهٔ اکبر از دعوت علمای مسیحی این بود که کتاب‌های دینی‌شان، به ویژه عهدین، را همراه بیاورند تا با آن‌ها آشنا شود و دیدگاه‌هایشان را در مسائل الاهیاتی از نزدیک بشنود. بنا بر گزارش‌های عبدالقدیر بدائونی، از درباریان اکبر، او به یکی از فرزندان خود، مراد میرزا، عهد جدید را آموخت و در ابتدای جلسات درس به جای بسم‌الله از عبارت به نام مسیح استفاده می‌کرد. در عصر سلطنت اکبرشاه آیه‌هایی از قرآن دربارهٔ عیسی مسیح در کتیبه‌ها استفاده شدند. ژروم گزاویه، که به عنوان یک کشیش توسط حکومت پرتغال به هندوستان اعزام شده بود و در سال ۹۷۹ هجری قمری (۱۶۰۰ میلادی) وارد هند شد، در دربار اکبرشاه و پسرش جهانگیر حضور داشت و مورد احترام بود. اکبرشاه از او درخواست تألیف کتابی دربارهٔ آیین مسیحیت کرد. وی کتاب آیینه حق‌نما را در پاسخ به این درخواست نگاشته‌است. اکبرشاه نامه‌نگاری‌هایی با پادشاه وقت اسپانیا و پاپ معاصرش داشته و تلاش بسیاری برای دست‌یابی به نسخه‌های انجیل و ترجمه‌های آن داشته‌است. او نهایتاً موفق شد نسخه‌ای قدیمی از ترجمه‌های فارسی انجیل را به دست آورد که آن را برای پاپ به رم فرستاد. برای او نسخه‌های دیگری از انجیل نیز آوردند و در یکی از موارد او پس از تورق کتاب، هر صفحه از آن را می‌بوسید و بر روی سرش می‌گذاشت. نقاشی‌های این کتاب مقدس تأثیر بسیاری بر نگارگری در عصر گورکانیان گذاشته‌اند. همچنین اکبرشاه درباریان را تشویق به آموزش زبان پرتغالی می‌کرد که نتیجه‌ای دربر نداشت. مسیحیان در کاخ اکبرشاه آزادانه رفت‌وآمد می‌کردند و توجه اکبر به مسیحیت به قدری بود که آنان خیال کردند شاید او قلباً مسیحی شده باشد.

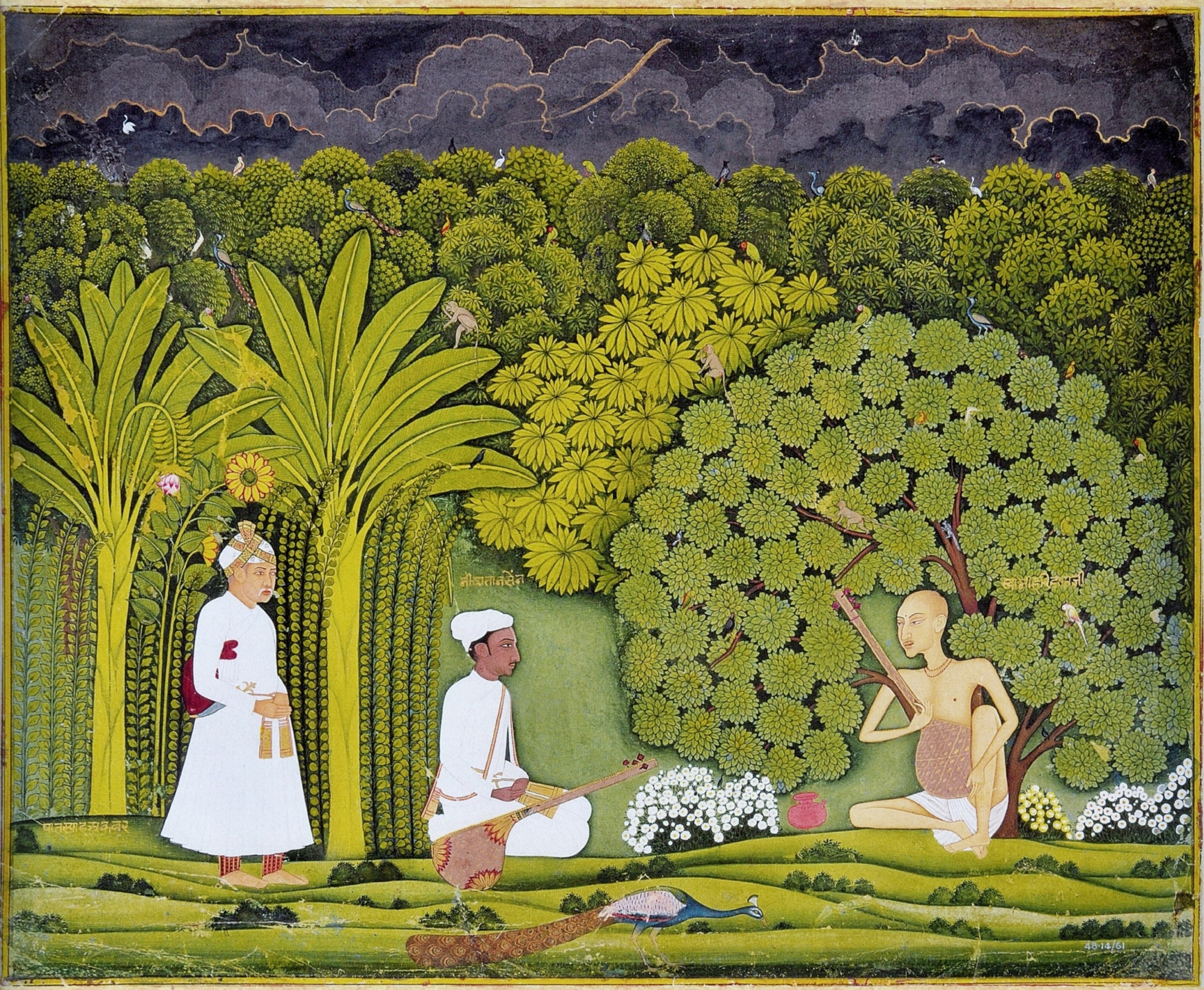
نگاره‌ای که ملاقات اکبر و تان سین با آوازخوان هندو را نشان می‌دهد. نقاشی با سبک مینیاتورهای راجستانی، حوالی ۱۷۵۰ میلادی.

هندوها از دیگر قشرهای حاضر در دربار شاه بودند و اکبرشاه هندوها را بر مناصبی همچون سرلشکر، مطرب، صورتگر، طبیب و جراح برگزید. در هند کارگزاران مالی، بازرگانان و پیشه‌وران اغلب از میان هندوها بودند. به‌تدریج هندوها هم در جلسات عبادت‌خانه حضور یافتند. ترجمهٔ کتب کلاسیک آیین هندو یکی از علل آشنایی اکبر با مفاهیم و ارزش‌های این دین و علاقه‌مندی به آن شد. با دستور اکبر، هندوهایی که اجباراً مسلمان شده بودند، می‌توانستند بدون مجازات به آیین خود بازگردند. روزهایی که اکبرشاه رواداری می‌کرد، هندوهای بسیاری علاقه‌مند به ملاقات با او بودند و اکبرشاه در اشعار مذهبی و مناجات هندوها مدح می‌شد. اکبر تعدادی از آداب هندوها را به کار برد. ذکر هزار نام خورشید به سانسکریت، که از آداب اقلیت بهکتی هندوها بود، در دین الهی رواج یافت. اکبرشاه دیوالی را جشن گرفت و به روحانیان برهمن اجازه داد تا رشته‌های نگین‌دار را بر مچ دست خود ببندند و پس از رسیدن به سلطنت تعدادی از درباریان پی بردند که اکبرشاه خود هم بر مچش راکی (طلسم محافظ) بسته‌است. او همچنین از خوردن گوشت گاو پرهیز می‌کرد و خرید و فروش آن را در بعضی ایام خاص ممنوع کرده بود. او حتی زمانی که در پنجاب، در فاصلهٔ ۲۰۰ مایلی از گنگ، بود، آب رود گنگ را در کوزه‌هایی با خود حمل می‌کرد و در اشاره به آن از عنوان «آب حیات» یاد می‌کرد. شایعه‌ای وجود داشت که هر شب یک روحانی هندو در کنار پنجره‌ای مشرف بر تخت خواب اکبرشاه، برای او داستان‌هایی از خدایان هندوئیسم بازگو می‌کند. اکبرشاه در قصرش معبدی برای عبادت همسر هندویش، مریم الزمانی، ساخت و برای آن که او بتواند آواز مذهبی «میرا بای» را بشنود، خوانندهٔ آن را پنهانی به معبد برد و خود چنان تحت‌تأثیر ترانه‌اش دربارهٔ خداوند قرار گرفت که جهت نشان دادن احترام، گردنبندی از الماس را بر پای پیکرهٔ کریشنا گذاشت. مونیل لعل، مورخ هندی، شخصیت و زیبایی مریم الزمانی (جودا بای) را تا حدی از عوامل سیاست‌های بی‌طرفی مذهبی اکبر می‌داند. لعل همچنین معتقدست اکبرشاه به مدت دوازده سال شخصاً در هیچ نبردی حضور نیافت و برخی نظامیان هندو را به فرماندهی رساند، تا مبادا تصور جهاد و ایجاد هژمونی مسلمانان بر هندوها به ذهن‌ها خطور کند.

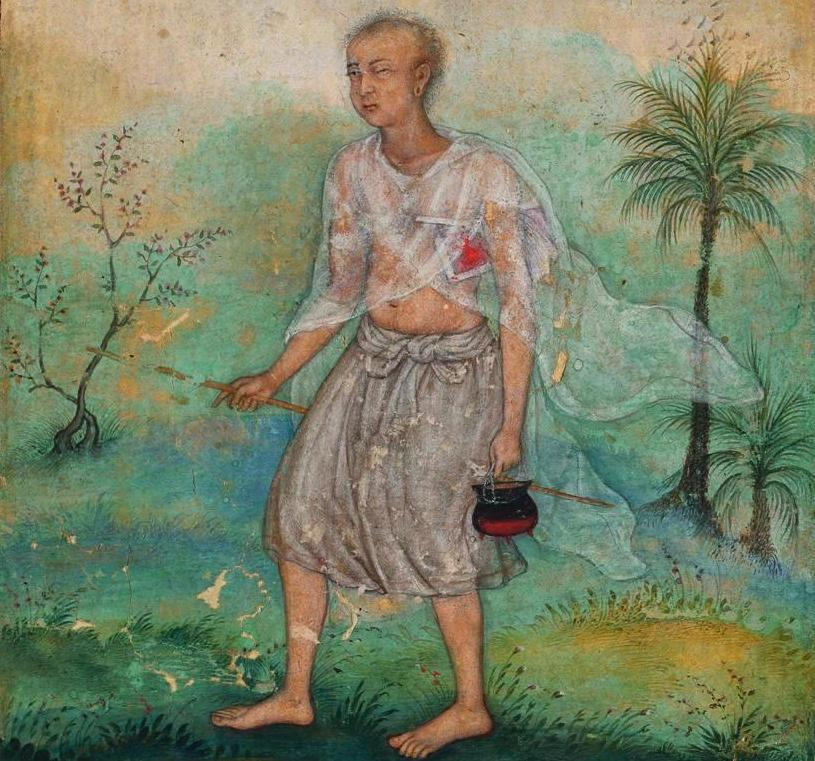
تصویر آچاریا؛ پیروان جین به حقوق حیوانات و ساده‌زیستی بها می‌دهند و لذا در مسافرت سوار اسب نمی‌شوند. اثر باساوان، حدود ۱۶۰۰. در موزه کلیولند

در اوایل ورود اسلام به شبه‌قاره هند، جینیسم بیشتر مختص به نواحی جنوبی هند بود. اولین برخورد اکبرشاه با پیروان جین زمانی بود که او با یکی از مراسم‌های مذهبی آنان مواجه شد که شش ماه به طول می‌انجامید. او سپس «آچاریا هیراویجایا سوری»، گورو و مرشد آیین جین، را به پایتخت خود دعوت کرد. آچاریا دعوتش را پذیرفت و با پای پیاده از گجرات به فاتح پور سیکری رفت. اکبر تحت تأثیر ویژگی‌های آچاریا قرار گرفت و نشست‌هایی بین او و دیگر فیلسوفان ادیان مختلف برگزار کرد. استدلال جین‌ها برای پرهیز خوردن گوشت او را متقاعد کرد که گیاه‌خواری کرده و در فرمانی حکومتی کشتن حیوانات را ممنوع کند. همچنین جزیه و مالیات زیارتی پیروان جین را برداشت. در سال‌های اخیر، دادگاه عالی هند با اشاره به همزیستی مغولان و جین، اکبرشاه را «معمار هند مدرن» نامیده و از احترام ویژهٔ او به آیین جین تجلیل کرده‌است.
پیش از این آیین سیک فراگیری چندانی نداشت ولی اکبرشاه با برخی گوروها به گفتگو نشست و سیاست‌های تسامح او موجب گسترش مذهب سیک در هندوستان شد و در زمان گورو ارجن در اقصی نقاط هند انتشار یافت. ابوالفضل علامی در اکبرنامه به ملاقات گورو ارجن با اکبرشاه و درباریان او در سال ۱۵۹۸ اشاره کرده‌است. لوئیس فنچ، مورخ معاصر، معتقدست این دیدار تأثیراتی بر آیین سیک گذاشت و موجب توسعهٔ کتابت نسخ خطی و سنت رزمی آنان شد. پس از آن که گورو ارجن کتاب آدی گرانت را در هرمندیر صاحب نوشت، به اکبرشاه خبر رسید که این کتاب مواضع خصمانه علیه اسلام را توسعه داده‌است. او دستور داد یک نسخه از این کتاب را برایش بیاورند. گورو ارجون یک طالی (به معنی لوحه و بشقاب) برای او نوشت و ارسال کرد که بر روی آن چنین شعری نوشته بود:

بر این طالی (بشقاب) سه چیز خواهی یافت: حقیقت، صلح و تفکر

و در آن همچنین نام را خواهی نوشید که پشتیبان همهٔ انسان‌هاست.
— AG 1429
احمدرضا عبادی و محمدمهدی علیمردی، پژوهشگران معاصر، می‌گویند بودایی‌گری در زمان اکبرشاه در هند رایج نبوده و هیچ مدرکی که نشان از حضور بوداییان در عبادت‌خانه‌ها باشد، وجود ندارد. اما چودهاری، مورخ هندی، اکبرشاه را متأثر از بوداییان هم می‌داند و تراشیدن قسمت تاج سر را در نتیجهٔ عقیدهٔ بودایی‌ها بر گذر روح از سر می‌داند. همچنین بنابر نوشته‌های کتاب دبستان مذاهب پیروان یهودیت نیز در مباحثات عبادت‌خانه حضور داشتند، ولی اکبرشاه احترام چندانی برای آنان قائل نبود. رحمتی، پژوهشگر ایرانی، دربارهٔ تأثیرات آیین شمنی مغول‌ها بر دین الهی اکبر نیز مطالبی را بیان داشته‌است و توجه به آتش را مرتبط با آن می‌شمارد.

## پیروان

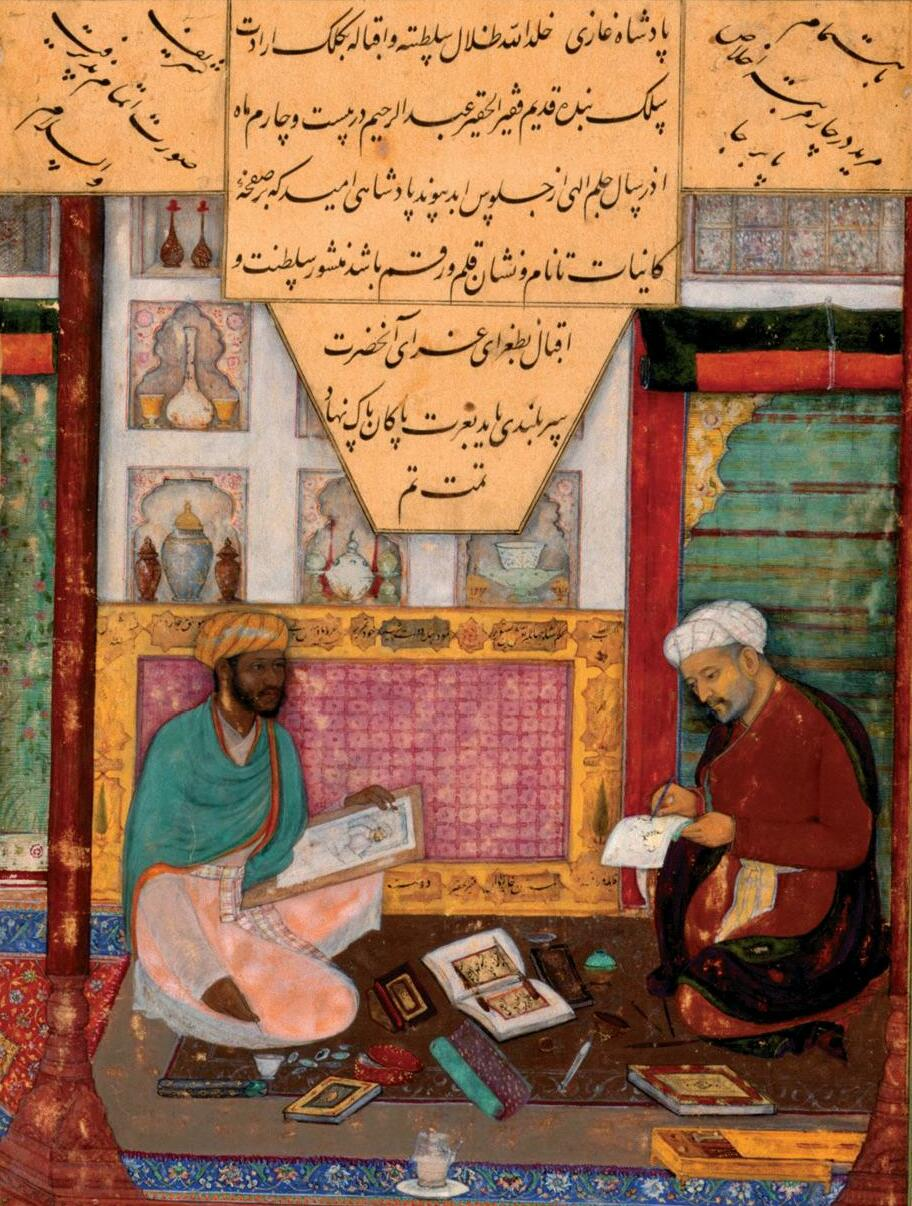
ترقیمه کتاب خمسه در نسخه ۱۲۲۰۸ لندن، که کاتب خود را «مرید در چار مرتبه اخلاص پا بر جا» نامیده‌است. اثر مشترک عنبران قلم و دولت

مریدان دین الهی دو دسته بودند: کسانی که فقط شست پوشیده و کلیات آن را پذیرفته بودند و دستهٔ دیگر که اعتقاد به آن را در همهٔ جنبه‌ها و اشکال داخلی و خارجی پذیرفته بودند. برخی منابع پیروان دین الهی را تنها ۱۹ نفر دانستند و نامشان را علاوه بر اکبرشاه و پسرش جهانگیرشاه، بیربال، شیخ مبارک، ابوالفضل علامی، فیضی دکنی، جعفر بیگ، مراد میرزا، قاسم خان، اعظم خان، عبدالصمد، ملا شاه محمد شهداد، صوفی احمد، میر شریف آملی، سلطان خواجه، میرزا صدرالدین، تکی شوستر، شیخ‌زاده گوسالا بنارسی، صدر جهان و دو پسر ارشدش، ذکر کرده‌اند؛ ولی در واقع این فهرست افرادی است که دین الهی را با تمامی جنبه‌هایش پذیرفته بودند. رحمتی، پژوهشگر ایرانی، معتقدست دین الهی بیشتر حالت احزاب سیاسی امروزی داشت و تنها درباریان و وابستگان اکبرشاه از آن پیروی می‌کردند. چودهاری، مورخ هندی، با توجه به آیین تشرف و پیروان دین الهی، آن را مشابه طریقت‌های تصوف می‌داند.
برای سنجش درجهٔ اخلاص پیروان دین الهی، مراتبی به نام «چهارگانهٔ اخلاص» وجود داشت: «کسانی که اموال خود را به شاه می‌بخشیدند، کسانی که مال و جان خود را به شاه می‌بخشیدند، کسانی که جان و شرف خود را به شاه می‌بخشیدند و کسانی که شرف و دین خود را به شاه می‌سپردند». گروه آخر بهترین دسته در این میان بودند. در سال ۱۵۷۹ میلادی، که هنوز خبری از دین الهی نبود، اکبرشاه از چهارگانهٔ اخلاص برای فهمیدن میزان وفاداری افراد پیرامونش استفاده می‌کرد و گرچه لازم نبود اشخاص به یک‌باره هر چهار اخلاص را به جای آورند، در ازای پذیرفتن این خلوص به «درجهٔ یک»، «درجهٔ دو» و غیره نائل می‌شدند. از آنجا که دین و سیاست آن دوران در هم آمیخته بود، زمانی که دین الهی معرفی شد، این مراتب به آیین جدید هم افزون گشت و آنچه پیش‌تر تنها نشانگر میزان وفاداری شخصی به شاه بود، به میزان برجستگی معنوی در پیشگاه دین الهی بدل شد.

بیا که روی محراب‌گاه نور نهیم
بنای کعبه دیگر ز سنگ طور نهیم
حطیم کعبه شکست و اساس قبله بریخت
به تازه طرح، یکی قصر بی‌قصور نهیم

افراد جدیدی که خواهان پیوستن به دین الهی بودند، پس از آن که آزمون‌هایی را می‌گذراندند، روزهای یکشنبه به درگاه اکبرشاه می‌رفتند و در مراسمی به مریدی پذیرفته می‌شدند؛ با نزدیک‌شدن به شاه، عمامه از سر به زمین گذاشته و سر خود را به سمت پای اکبرشاه می‌بردند و اکبر، طبق آنچه در میان حلقه‌های صوفیان رایج بود، آن‌ها را بلند کرده و عمامه را بر سرشان می‌گذاشت. بنا به نقل ابوالفضل علامی، در این سنت عمامه نمادی از خودپسندی و غرور بود که مرید جدید بایستی آن را به کنار می‌نهاد. این مراسم در قالب گروهی دوازده نفره و چرخشی اجرا می‌شد و مریدان از شاه درخواست «زمین‌بوسی» می‌کردند. افراد تازه پیوسته را «چلاس» می‌نامیدند که در هندی به معنای «شاگردان» است.
این جمعیت یک پیمان برادری تشکیل داده بودند و نماد مشترکشان «شست» نام داشت و در واقع پوشیدنی‌ای بود که روی آن «اسم اعظم» حک شده بود و شعار «الله اکبر» بر آن بود. آموزه‌ای از اکبرشاه می‌گفت: «شست ناب و دید خالص هیچگاه خطا نمی‌کنند»  در معنای واژهٔ شست اختلاف نظر وجود دارد؛ یک معنای آن می‌تواند «هدف» باشد و معنای ثانوی آن طناب و نخی است که همچون حلقه به دور چیزی پیچیده شود. شکل این نماد یحتمل چیزی مانند سواستیکا بود. شست دارای جواهراتی بود و بالای سر، بر روی عمامه، پوشیده می‌شد. در گزارش بدائونی آمده که تصویر اکبرشاه بر آن حک بود ولی دیگران تنها حکاکی کلمهٔ «هو» بر آن را ثبت کرده‌اند؛ هو در اشاره به ذات الله است که کسی را در کنار خود نمی‌پذیرد و این لقب در شعائر صوفیان رایج است. از آداب چلاس‌ها بود که نزد شاه زمین‌بوسی و سجده می‌کردند و اکبرشاه به آنان «در شأنْ منزل» می‌بخشید که خانه‌ای در ناحیهٔ سلطنتیش بود. همچنین وقتی دو نفر از پیمان برادری دین الهی یکدیگر را می‌دیدند، با عبارات «الله اکبر» و «جل جلاله» سلام و علیک می‌کردند.

## نقدها

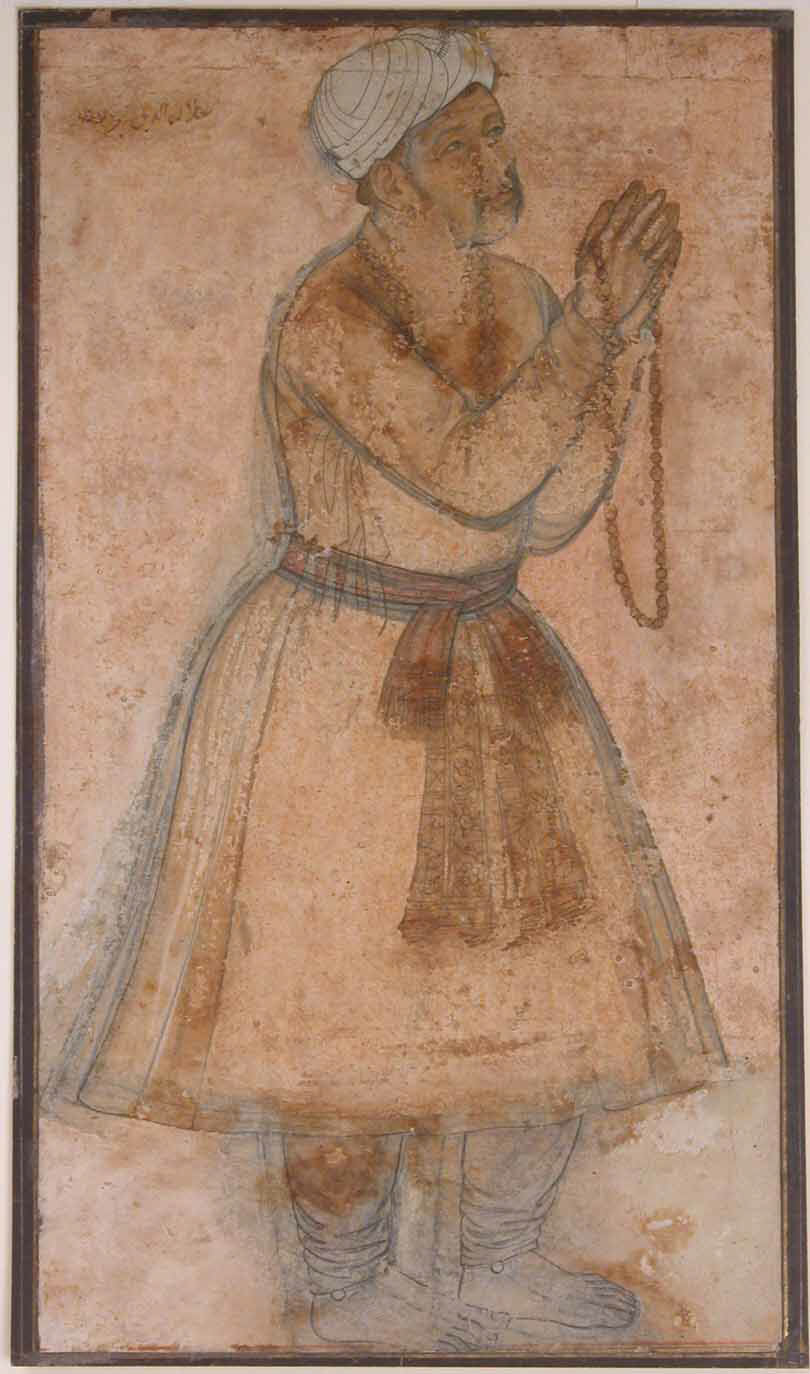
نگاره‌ای از اکبر کبیر در حال دعا.

برخی منابع اکبرشاه را نخستین پژوهندهٔ رشتهٔ ادیان تطبیقی دانستند؛ در حالی که گروهی دیگر، نداشتن آموزش علمی و رسمی را دلیل ناتوانی او در پژوهش تطبیقی و ابراز نظر کارشناسانه و معیاری عقلانی و منطقی در شناخت ادیان عنوان کردند و گفته‌اند کارهای او حرکتی عامیانه و دارای تناقض‌هایی بوده‌است. روی چودهاری، مورخ هندی، معتقدست برخی از اعمال اکبرشاه جنبه‌های شخصی داشته و تلاش‌هایی برای افزایش عُمرش بوده؛ به‌طور مثال آتش روشن کردن و ذکر هزار نام خورشید، گیاهخواری، صرف یک وعدهٔ غذایی و سه ساعت خوابیدن در شبانه‌روز می‌تواند به هدف افزایش عمر بوده باشند و ارتباطی با دین الهی نداشته باشند. چودهاری روایت‌های بدائونی را مسبب این خلط مبحث می‌داند.
بزرگ‌ترین انتقاد مسلمانان سنت‌گرای معاصر با اکبرشاه به ادعای پیغمبری و حتی الهیت او اشاره داشت. استفاده از عبارت‌های دارای ایهام «الله اکبر» و «جل جلاله» نیز به این انتقادات دامن می‌زدند؛ در حالی که چنین ذکرهایی در میان صوفیان مرسوم است. خود اکبرشاه در نامه‌نگاری با حاکم ازبک، عبدالله خان، هرگونه ادعای نبوت و الهیت خود را کاملاً تکذیب کرده‌است و به عقلانی بودن آیینش تأکید دارد. از سوی دیگر ابوالفضل علامی حداقل به صورت تلویحی، به خروج از اسلام او اشاره کرده‌است. شیخ احمد سرهندی از منتقدان جدی اکبرشاه بود که او را «غرقه در دریای بدعت» توصیف کرده‌است. عباس امانت، مورخ ایرانی، می‌گوید آنچه سرهندی و بدائونی را شدیداً از گفتمان صلح کل دور می‌کرد، حمایت صریح این گفتمان از یک نظم جدید جهانی در دومین هزارهٔ اسلام بود که نه تنها خواهان مدارا با همهٔ عقاید به صورت برابر بود، بلکه در واقع به برتری اسلام و «دورِ عرب» پایان می‌داد. در آن زمانه، انتظار می‌رفت عقاید جدید بتواند جانشین اسلام گردد و منجر به ایجاد یک نظم الهی کامل شود و این مسئله به دو پاره شدن محیط مذهبی هند انجامید. امانت ترور ابوالفضل علامی به واسطهٔ ولیعهدِ اکبر را نقطهٔ اوج این نزاع در دربار گورکانی می‌داند.
اکبر تا ۹۸۳ هجری قمری برابر ۱۵۷۵ میلادی، به روش سنتی اجدادش مسلمان بود و اعمال دینی را انجام می‌داد، ولی پای‌بندی محض به اسلام نداشت. منوچهر پزشک در دانشنامه بزرگ اسلامی می‌نویسد: «پیداست که اندیشه‌ها و کارهای اکبر که امروزه در ذهنیت جهان جدید ساده و پذیرفتنی هستند، در زمان خود به ضرورت تلاقی با ویژگی‌های سنتی خاصِ از پیش شکل گرفتهٔ جامعهٔ هند، به انحراف از دین حاکم تعبیر شده و مخالفت‌های مهمی را برانگیخته است.» وی همچنین معتقد است، اگر دلیل تأسیس آیین توحید الهی توسط اکبرشاه، تنها مقاصد سیاسی می‌بود، می‌بایست به دین هندوئیسم، که مذهب اکثریت جامعهٔ هندوستان بود، تظاهر می‌کرد؛ در حالی که وی با پافشاری بر اسلام، در عین حال به همهٔ ادیان و مذاهب آزادی و امنیت بخشید. چودهاری، مورخ معاصر هندی، هم می‌گوید کم بودن هندوها در میان پیروان این آیین نشان می‌دهد که دین الهی صرفاً یک حرکت سیاسی برای اتحاد پادشاهی هندوستان نبوده‌است وگرنه بایستی تلاش بیشتری برای جذب هندوها می‌کرد. در مقابل عزیز کُکه، یکی از درباریان پیشین، در نامه‌ای که در سال ۱۵۹۴ میلادی از شهر مکه برای اکبر فرستاد، استدلال کرد که دین الهی چیزی نیست، به جز راهکاری برای برتری‌جویی در امور مذهبی. منوچهر پزشک، مورخ ایران، معتقدست اکبرشاه برخی از مخالفان نوآوری‌هایش را پنهانی به قتل رساند و برخی را تبعید کرد و از آن جمله، شیخ عبدالنبی و ملا عبدالله سلطانپوری را به عنوان «امیر الحاج» مسئول همراهی با حاجیان کرد و از پیرامون خود پراکند.

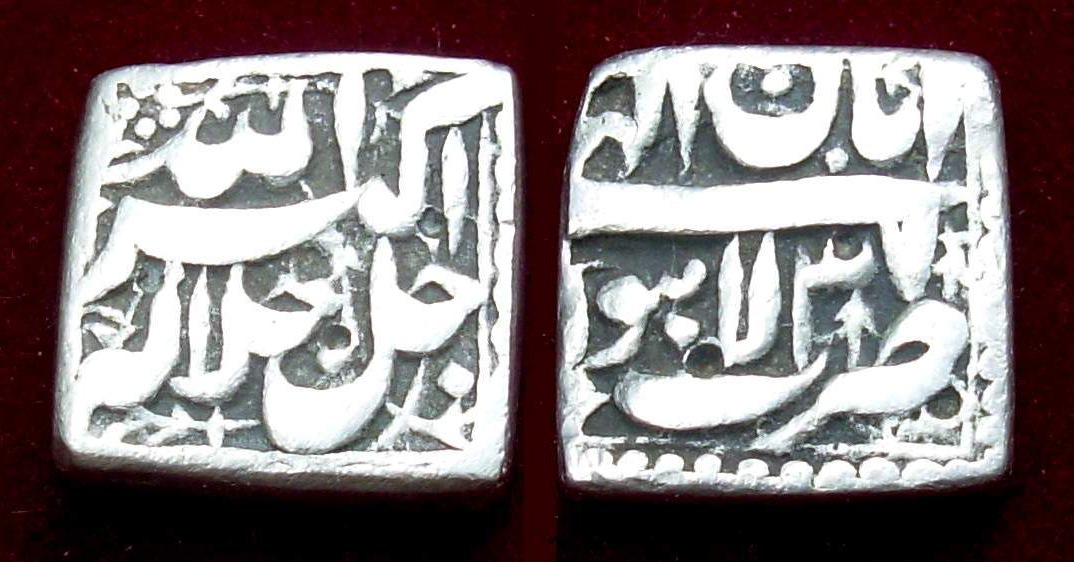
جلال‌الدین اکبر از شعائر اسلامی با ایهام به نام خود استفاده می‌کرد و این مسئله انتقاد علمای مسلمان را در پی داشت. خود را خدا نامیدن، در میان صوفیه رواج داشته‌است و از مصادیق آن منصور حلاج است. روپیهٔ نقرهٔ ضرب شده در آبان سال سوم تقویم الهی، در لاهور، که بر آن جملات «جل جلاله» و «الله اکبر» نقش بسته.

دانشنامه اسلام نیز مبنای دین الهی را هژمونی دودمان مُغُل در هندوستان می‌داند؛ که برابری و آزادی تمامی ادیان را، مادامی که برای پادشاهی و قوانین مادی و معنوی سلطنت، احترام قائلند، محترم می‌شمارد. وینسنت آرتور اسمیت، هندشناس ایرلندی، نیز هدف شاه از ساخت دین الهی را تبدیل جایگاه امپراتور به خداوندگاری می‌داند که او را بپرستند و هرکس در راه او قربانی شد، از بهترین پیروان کیش الهی شمرده شود. خود منوچهر پزشک نیز مباحث و تفکرات اکبرشاه را موجب به ایجاد آیین جدیدی می‌داند که هم متضمن «وحدت دینی جامعه» هند بود و هم روح این آیین با عقل قابل تفسیر بود.
محمدجواد رحمتی، محقق ایرانی، معتقد است دین الهی بیش از آن که یک دین باشد، یک نحلهٔ فکری است که با گذشت زمان به فراموشی سپرده شد و حتی خود اکبرشاه نیز آن را از یاد برد. وی در ادامه ضمن ارجاعی به یک نوشته از جانشین اکبرشاه، می‌گوید: «غالب مردم از این بدعت گریزان بودند و همچنان علی‌رغم شکنجه و زندان که اکبرشاه بر آن‌ها روا می‌داشت، بر دین سابق خود باقی ماندند. مخالفت ملت با این بدعت شاه تا پایان عمر وی ادامه یافت.» در این مقاله همچنین از بیماری خودشیفتگی اکبرشاه صحبت شده‌است و رحمتی ساختن دین الهی را نتیجهٔ همین بیماری روانی می‌داند.
ولسلی هیگ، مستشرق اسکاتلندی، نیز ایجاد دین الهی توسط اکبر و مشاورانش را به خاطر غرور فرمانرواییش می‌داند. وحید غزنوی، پژوهشگر معاصر، خود را خلیفهٔ خداوند نامیدن اکبر را باعث افزایش چاپلوسان در اطراف او می‌داند، که موجب شد اکبر پس از مدتی از پیروانش بخواهد در برابرش فروتن باشند و کسانی که او را می‌ستاییدند را تهدید به مجازات کرد.

## میراث

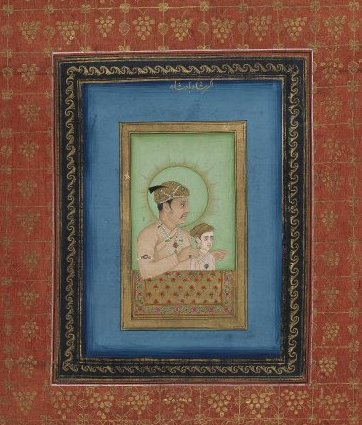
مینیاتوری از اکبرشاه و یکی از نوادگانش. بین ۱۸۷۵ و ۱۹۰۰ میلادی، در موزه بروکلین

پس از مرگ اکبرشاه دین الهی هیچ پیروی نیافت. بنابر کتاب مجالس جهانگیری، کتاب دستورالعمل مریدان تازه‌وارد به دربار پادشاه، که فرقهٔ مذهبی پادشاه مُغُل و ایدئولوژی رهبری معنوی جهان را توضیح می‌داد، پس از مرگ اکبرشاه، توسط جهانگیر شاه ادامه یافت.
محمد داراشکوه، شاهزاده گورکانی و فرزند شاه جهان، همچون اکبرشاه، جدش، به هندوییسم و مذهب تطبیقی علاقه‌مند شد و اعتقاد داشت که اختلاف‌های میان دو آیین هندو و اسلام، در سطح عرفانی فقط جنبه لفظی دارد. «سرّ اکبر» که عنوان ترجمه فارسی «اوپانیشاد» به‌وسیلهٔ داراشکوه است، یحتمل مهم‌ترین اثری است که در این زمینه فراهم آمده‌است و ژرف‌ترین تأثیر را نیز بر جای گذاشت. کتاب داراشکوه از بسیاری جهات اوج و در عین حال افول تلاش‌های آشتی‌دادن دو دین بزرگ هند — هندوییسم و اسلام — است. داراشکوه در مقدمهٔ خود بر ترجمهٔ اوپانیشادها می‌گوید تورات، انجیل‌ها و مزامیر را مطالعه کرده اما به این نتیجه رسیده‌است که نظریهٔ توحید در تمامی کتب آسمانی مخفی و پر از رمز و راز است و امکان ندارد که بتوان از طریق ترجمه‌هایی که افراد ذی‌نفع انجام داده‌اند، اصل آنان را دریافت. او می‌افزاید: «[اوپانیشاد] بی شک و شبهه، اولین کتاب سماوی و سرچشمه تحقیق و بحر توحید است و موافق قرآن مجید، بلکه تفسیر آن است» این جمله گویای نیت و هدف نویسنده است که همهٔ ادیان را به‌چشم جریان‌های برخاسته از سرچشمه‌ای واحد می‌نگریست.
دوران فرمانروایی اکبرشاه و فرزندانش، تنها حکومت اسلامی ثبت‌شده در تاریخ است که بدون فشار خارجی، اتباع غیرمسلمان حقوقی برابر با مسلمانان داشتند. علیرغم تلاش‌های اکبر کبیر برای ساختن یک امپراتوری مبتنی بر تسامح دینی، چشم‌انداز پلورالیست اکبر برای سلطنت گورکانی بسیار کوتاه‌مدت بود. هنگامی که نوادهٔ او و برادر داراشکوه، اورنگ‌زیب عالمگیر، امپراتور مغول شد، سیاست متفاوتی اتخاذ کرد و قوانین تبعیض‌آمیز گذشته، همچون جزیه، مجدداً برقرار شد و معابد هندو به دستور وی تخریب شدند. مدتی پس از حکومت اورنگ‌زیب، گورکانیان توسط امپراتوری بریتانیا مورد حمله قرار گرفتند؛ شبه قاره هند به دست غربی‌ها فتح شد و از آن پس سنت‌ها و ارزش‌های آنان بر مردمان هند تحمیل می‌شد. بریتانیایی‌ها از شیوهٔ حکومت اکبر الگوبرداری کردند؛ از لحاظ مذهبی خنثی و از لحاظ تمرکز قدرت سلطه‌جو بودند.
تحولات سیاسی قرن بیستم منجر به دیدگاه‌های دوگانه نسبت به اکبر و میراث وی شد؛ استعمارگران بریتانیایی، هندوها و کسانی که به‌طور کلی خواهان تشکیل یک دولت ملی سکولار در هندوستان بودند، اکبر را همچون یک حاکم مسلمان روشن‌فکر و ایدئال که مروج دولتی سکولار و مدرن بود، تحسین کرده‌اند. در مقابل، ملی‌گرایان مسلمان، همان‌طور که در ایدئولوژی بنیادین کشور پاکستان منعکس شده‌است، وی را شروری دانستند که به هندوها علیه مسلمانان قدرت بخشید و جامعهٔ مسلمانان هند را تقریباً نابود کرد. از دیدگاه اخیر، اورنگ‌زیب قهرمانی شناخته می‌شود که اسلام و عزت جامعهٔ مسلمانان را احیا کرده و نمونهٔ اولیه‌ای از تعیین سرنوشت و قدرت مسلمانان در هند بوده‌است.